# 下萨克森
下萨克森州（德語： [ˈniːdɐzaksn̩] ⓘ），位于德国西北部，与荷兰接壤，面积达47600平方公里，仅次于巴伐利亚，是德国第二大联邦州。人口800万，列第四位，次于北莱茵-威斯特法伦州、巴伐利亚、巴登-符腾堡州，州首府是汉诺威。

## 地理

### 地理位置
北海以及易北河中下游为下萨克森州的北部形成了天然屏障；在州的东南部是哈尔茨山脉。占州内总面积四分之三的东北部以及西部属于北德低地地形，南部则属于下萨克森山地。在下萨克森州东北部分布着吕讷堡草原，这里农业十分发达；西部有本特海姆、奥斯纳布吕克、埃姆斯兰、奥尔登堡、阿莫尔兰、奥尔登堡-明斯特兰以及位于海岸的东弗里斯兰地区。

### 水文与地形
除了少數例外，大多数下萨克森州境内的河流都直接或者间接地汇入北海，这些大小河流可以划归到埃姆斯河、威悉河和易北河三个水系。埃姆斯河、威悉河、阿勒尔河以及易北河从南或东南部流经下萨克森州流向北或西北部。下萨克森州的自然湖泊众多，其中最大的湖泊是施泰因胡德湖（Steinhuder Meer）、迪默湖（Dümmer）、茨维舍纳恩湖（Zwischenahner Meer）和大海湖（das Große Meer）。
下萨克森州共有86座水库。哈尔茨山区的“上哈尔茨王室水利工程”（das Oberharzer Wasserregal）是世界上最著名的前工业化时代水利工程，它由人工建造的107个小型水库、隧道和沟渠组成，主要服务于当地的采矿业，於2010年被纳入联合国教科文组织的世界文化遗产。下萨克森州最大的水库是储水量为4740万立方米的奥克水库（Okertalsperre），最老的水库是靠近奥斯特罗德（Osterode）、1928-1931年间建设的佐瑟水库（Sösetalsperre）。

下萨克森州大约82%的土地属于山林地或农业用地。下萨克森州内最高的山是乌尔姆山（971 m），它属于哈尔茨山脉——下萨克森州最高的山脉。

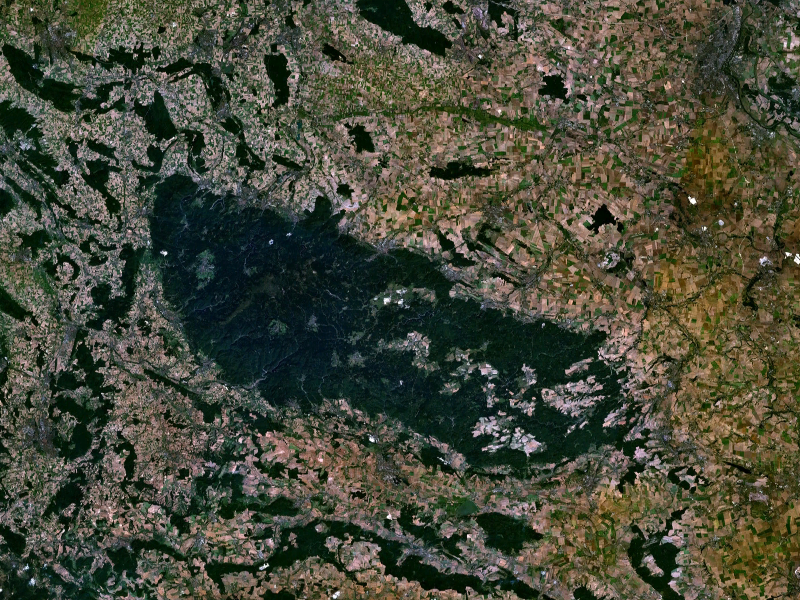
哈尔茨山卫星图
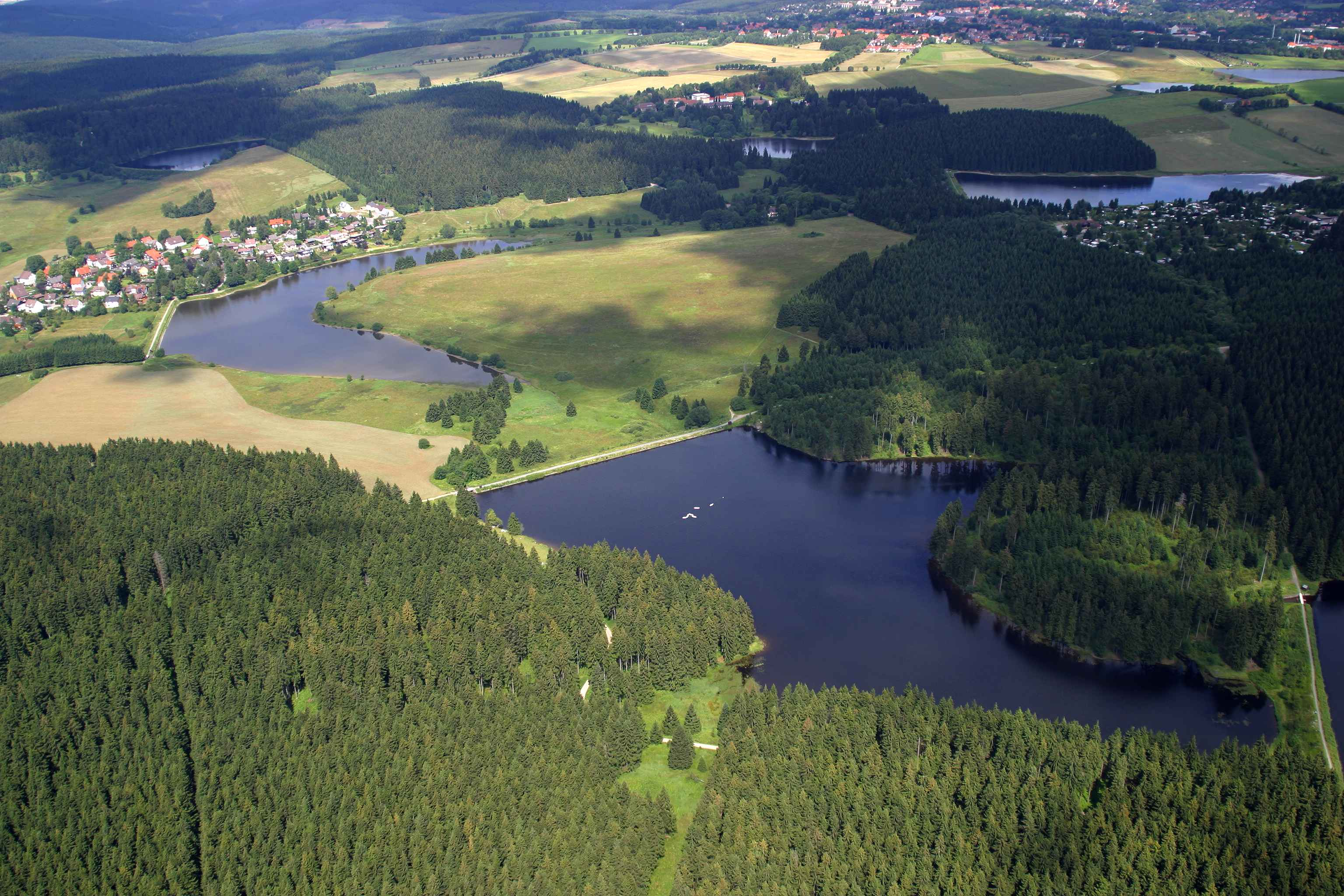
位于克劳斯塔尔的水库
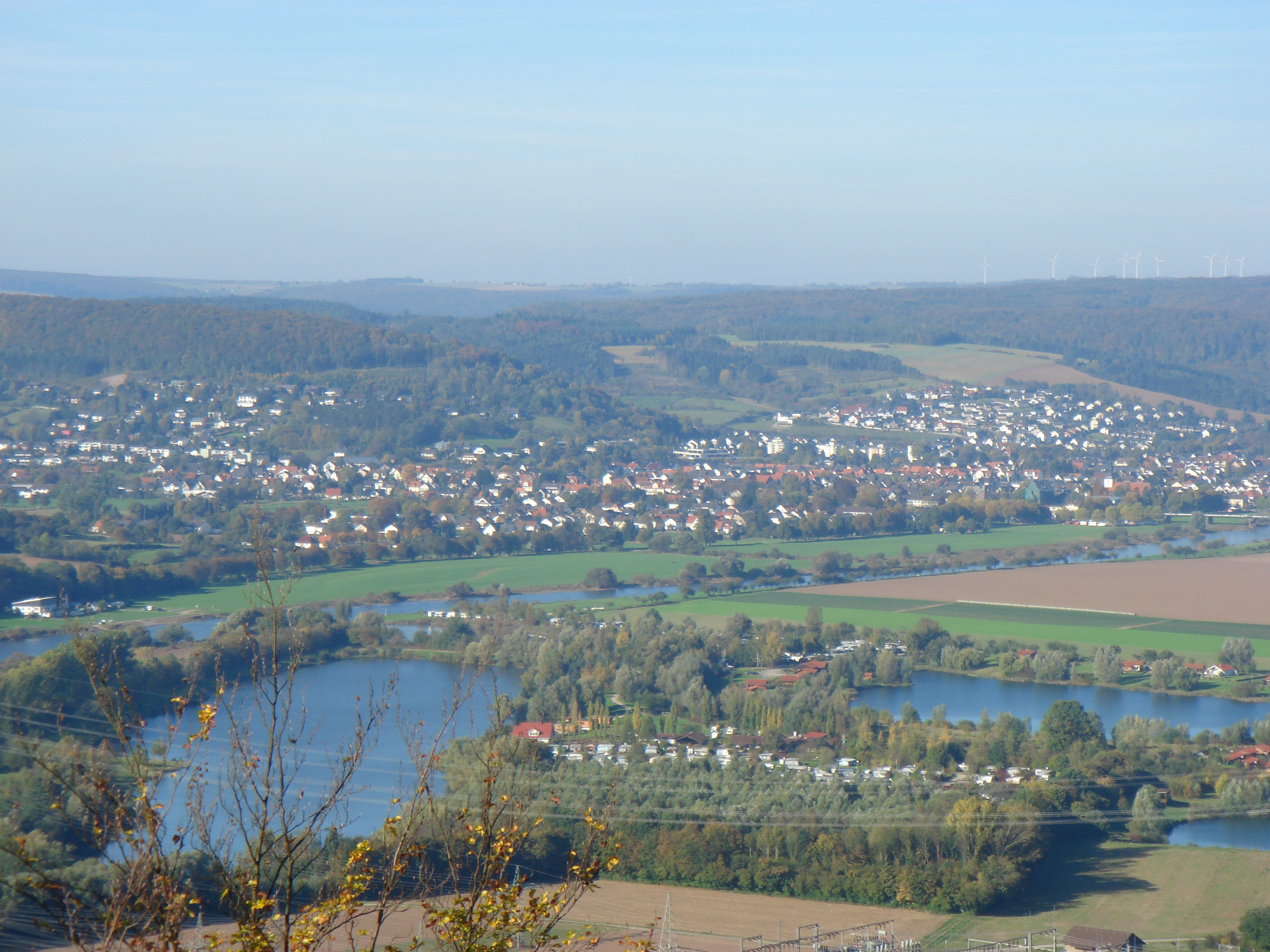
威悉河山区（Weserbergland）

### 气候
下萨克森州地处中欧的温和气候带地区，即位于西欧海洋性气候与东欧大陆性气候之间。这一地理过渡位置使得下萨克森州夏季和冬季温差较大，并且降水较少而且不均匀。
下萨克森州的年平均气温在8 °C左右。

### 周边的
下萨克森州与其它几个德国相接：西南与北莱茵-威斯特法伦（Nordrhein-Westfalen），南方与黑森（Hessen）和图林根（Thüringen），东部与萨克森-安哈尔特州（Sachsen-Anhalt），东北方与梅克伦堡-前波莫瑞州（Mecklenburg-Vorpommern），北方与汉堡（Hamburg）和石勒苏益格－荷尔斯泰因州（Schleswig-Holstein）。下萨克森州境内还有自由汉莎联盟城市不来梅和不来梅哈芬（Bremerhaven），此二者一起组成独立的不来梅州（Bremen）。因此，下萨克森州是德国拥有相邻州最多的联邦州。
此外，下萨克森州西部与荷兰接壤，并且部分地区位于北海海岸。

## 历史
邦名源由
薩克森的名字來源於日耳曼部落聯盟，稱為撒克遜人。在中世紀晚期之前，只有一個薩克森公國。「下薩克森」一詞是在13世紀後期所使用，以區分由韋爾夫家族統治的薩克森-維滕堡公國另兩塊領土：位於東南方的薩克森核心區域（今薩克森邦）；以及西南方的西發里亞（屬北萊茵-西發里亞邦）。
現代
二战结束之后，现在下萨克森州所在区域的大部分面积属于英占区的管辖范围。
为了在自己的占领区内建设面积足够大的，当时的英国占领当局在1946年11月8日建立了以汉诺威作为州首府的下萨克森州。
1946年12月9日第一届联邦州议会成立。然而并不是通过选举产生，而是由英国占领当局任命。1951年4月13日“下萨克森州临时宪法”生效。
在战后最初的几年里，最大的问题便是一大批来自原第三帝国东部的难民想要在这个地缘辽阔的联邦州找到栖身之地。下萨克森州正好位于东普鲁士难民逃亡路线的西部目的地 ，并且拥有和德国苏占区之间的最长边境线。
冷战期间，由于其紧邻“铁幕”的地理位置以及北德低地平原的战略意义，下萨克森州 几年以来一直都是北约的驻扎重地；除了英国以及下萨克森州本地的部队之外，德国联邦国防军的陆军部队从20世纪50年代末也开始驻扎在此。
大众汽车集团是下萨克森州的重要经济支柱。它在1945年由英国军政府接管，重新将生产民用汽车作为重点，在1949年迁入隶属于西德的下萨克森州。很长时间以来，因其广阔的土地面积和稀少的城市中心，下萨克森州属于联邦德国经济结构较弱的地区。1960年共有20%的从业人员在农业领域工作，而在其他地区这一比例则为14%左右。
格哈特·施罗德——也是后来的联邦德国总理——在1990年当选为下萨克森州州长。1993年6月1日新宪法生效，同时“下萨克森州临时宪法”得以废除。这首先保障了公民享有表决权和决策权，同时将环境保护定为国家的基本原则。
1998年格哈特·施罗德当选为德国总理，格哈特·格罗戈夫斯基代替他担任下萨克森州州长。但由于格哈特·格罗戈夫斯基被指与故乡不伦瑞克的很多丑闻事件有联系，因此不得不在一年之后——1999年——让位于西格玛尔·加布里尔。
从2003年直到2010年当选为德国联邦总统之前，克里斯蒂安·武尔夫担任下萨克森州州长。这位来自奥斯纳布吕克的前州长和他的继任者大卫·麦卡理斯特领导着一个由基民盟（CDU）主导，并和自由民主党（FDP）共同组成的联合政府。

## 政治

### 州徽

下萨克森州徽

下萨克森州州徽由一个半圆形盾牌和一匹奔腾而起的白色骏马组成，这个州徽起源于韦尔夫贵族的族徽。

### 政党格局

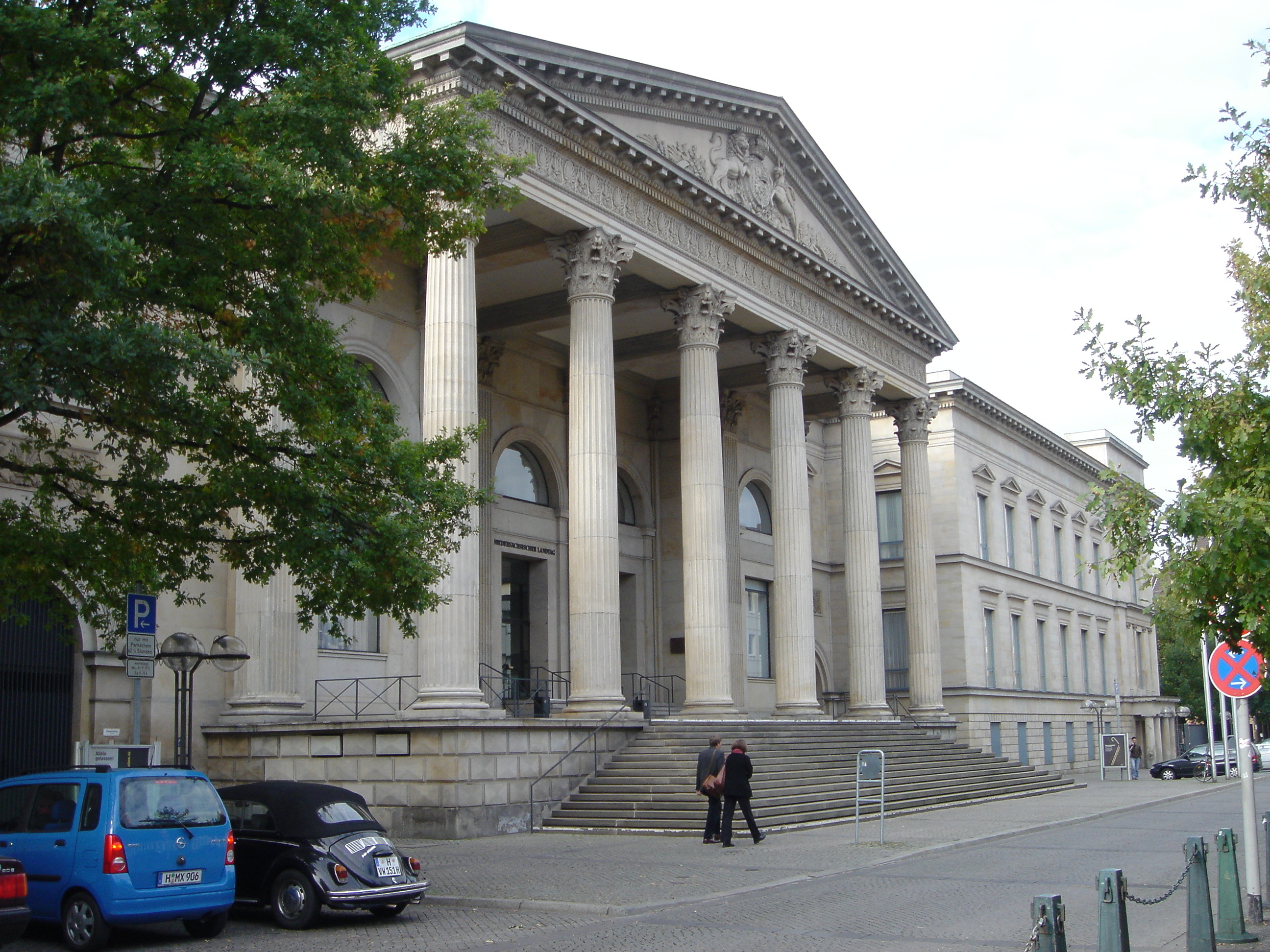
位于汉诺威的莱讷宫（Leineschloss）：下萨克森州议会的所在地。

2013年以来州议会的席位分配

在2003年2月2日州议会大选之后，于2003年3月4日最近一次政府换届。社会民主党（SPD）在这次大选中遭受了严重挫折，失去了其在政府中的多数席位。这次大选的赢家是基民盟（CDU），它的首席候选人克里斯蒂安·武尔夫成为了基民盟（CDU）和自由民主党（FDP）共同组成的联合政府州长。
基民盟（CDU）尽管在2008年1月27日的议会选举中失利，联合政府仍然得以继续。在这次选举中，左派党（die Linke）第一次在下萨克森州州议会中获得席位，这也是左派党 (die Linke)第一次在一个西德议会中获得席位。
为了能够参选第十任德国联邦总统，伍尔夫在2010年6月30日辞去下萨克森州州长职务。大卫·麦卡理斯特于2010年7月1日当选为新任州长。
然而在2013年的最新一届州议会选举中，基民盟为保住盟友自民党继续获得5%票数留在议会，不料反使得票大减，被社民党和绿党的联盟以一席之差击败，社民党重新执政。其州长候选人斯特凡·魏尔将取代基民盟候选人大卫·麦卡理斯特，担任新州长。

### 历任州长
| 1946–1955: | 欣里希·威廉·科普夫  | 社会民主党（SPD） |
| 1955–1959: | 海因里希·黑尔韦格   | 德国人党（DP）    |
| 1959–1961: | 欣里希·威廉·科普夫  | 社会民主党（SPD） |
| 1961–1970: | 格奥尔格·迪德里希斯 | 社会民主党（SPD） |
| 1970–1976: | 阿尔弗雷德·古布尔   | 社会民主党（SPD） |
| 1976–1990: | 恩斯特·阿尔布雷希特 | 基民盟（CDU）     |
| 1990–1998: | 格哈特·施罗德       | 社会民主党（SPD） |
| 1998–1999: | 格哈特·格罗戈夫斯基 | 社会民主党（SPD） |
| 1999–2003: | 西格玛尔·加布里尔   | 社会民主党（SPD） |
| 2003–2010: | 克里斯蒂安·武尔夫   | 基民盟（CDU）     |
| 2010–2013: | 大卫·麦卡理斯特     | 基民盟（CDU）     |
| 2013–      | 斯特凡·魏尔         | 社会民主党（SPD） |

### 政治实力
下萨克森州在联邦参议院中占有六个席位，它同巴伐利亚、巴登符腾堡州以及北莱茵－威斯特法伦州占有相同的席位，这也是联邦州在参议院中占有的最多席位。
在联邦议院中有69位议员代表下萨克森州市民，其中21位来自基民盟（CDU），19位来自社会民主党（SPD），9位来自自由民主党（FDP），7位来自绿党（Bündnis 90/Die Grünen），6位来自左派党 （die Linke）。
欧洲议会（Europäisches Parlament）中包括10名来自下萨克森州的议员：5名来自基民盟（CDU），2名来自社会民主党（SPD），分别有1名来自自由民主党（FDP）、绿党（Bündnis 90/Die Grünen）和左派党 （die Linke）。

### 国际交往
下萨克森州与世界上许多国家的省州保持了多层次的友好关系：
- 上諾曼底（法国）
- 埃姆斯-多拉德地区（Ems Dollart Region）（荷兰）
- 大波兰省（波兰）
- 下西里西亚省（波兰）
- 安徽省（中国）
- 德岛市（日本）
- 彼尔姆（俄罗斯）
- 秋明（俄罗斯）
- 东开普省（南非）

## 行政管理

### 行政区划

下萨克森州的地市

下萨克森州包括164个城市，54个市级乡镇，804个乡镇（其中735个属于乡镇联合体）以及25个无管理区域 ，它们共同构成了38个行政区县和8个直属州政府城市。
下萨克森州共有6座人口超过10万的大城市，其中州府汉诺威的人口数（523.642人）遥遥领先于其它城市。剩余的大城市分别为不伦瑞克（248.502人）、奥尔登堡（160.907人）、奥斯纳布吕克（156.897人）、沃尔夫斯堡（123.027人）和哥廷根（117.665人）。
中型城市包括：希尔德斯海姆（99.979人）、萨尔茨吉特（98.966人）、代尔门霍斯特（76.323人）、威廉港（75.995人）和吕讷堡（74.072人）。

### 城市人口排行
|    | 城市                | 县                     | 居住人口 截止2000年12月31日 | 居住人口 截止2007年12月31日 | 居住人口 截止2010年12月31日 |
| -- | ------------------- | ---------------------- | --------------------------- | --------------------------- | --------------------------- |
| 1  | 汉诺威              | 汉诺威地区             | 515,001                     | 518,069                     | 522,686                     |
| 2  | 不伦瑞克            | 非县辖城市             | 245,816                     | 245,810                     | 248,867                     |
| 3  | 奥斯纳布吕克        | 非县辖城市             | 164,101                     | 162,870                     | 164,119                     |
| 4  | 奥尔登堡            | 非县辖城市             | 154,832                     | 159,563                     | 162,173                     |
| 5  | 沃尔夫斯堡          | 非县辖城市             | 121,805                     | 120,009                     | 121,451                     |
| 6  | 哥廷根              | 哥廷根                 | 124,132                     | 121,513                     | 121,060                     |
| 7  | 希尔德斯海姆        | 希尔德斯海姆           | 103,909                     | 103,593                     | 102,794                     |
| 8  | 萨尔茨吉特          | 非县辖城市             | 112,302                     | 105,320                     | 102,394                     |
| 9  | 威廉港              | 非县辖城市             | 85,287                      | 82,192                      | 81,324                      |
| 10 | 代尔门霍斯特        | 非县辖城市             | 76,644                      | 75,135                      | 74,361                      |
| 11 | 吕讷堡              | 吕讷堡                 | 67,398                      | 72,299                      | 72,983                      |
| 12 | 策勒                | 策勒                   | 72,127                      | 70,930                      | 70,242                      |
| 13 | 加布森              | 汉诺威地区             | 63,269                      | 62,554                      | 61,790                      |
| 14 | 哈默尔恩            | 哈默尔恩-皮尔蒙特      | 58,807                      | 58,563                      | 57,771                      |
| 15 | 沃尔芬比特尔        | 沃尔芬比特尔           | 54,690                      | 53,954                      | 53,427                      |
| 16 | 诺德霍恩            | 格拉夫谢夫特贝恩特海姆 | 51,968                      | 53,259                      | 53,052                      |
| 17 | 朗根哈根            | 汉诺威地区             | 49,432                      | 51,672                      | 52,583                      |
| 18 | 埃姆登              | 非县辖城市             | 50,963                      | 51,714                      | 51,616                      |
| 19 | 林根 (埃姆斯河畔)   | 埃姆斯兰               | 51,684                      | 51,554                      | 51,177                      |
| 20 | 库克斯港            | 库克斯港               | 53,391                      | 51,587                      | 50,492                      |
| 21 | 派纳                | 派纳                   | 49,494                      | 49,516                      | 48,743                      |
| 22 | 施塔德              | 施塔德                 | 44,929                      | 45,855                      | 46,159                      |
| 23 | 梅勒                | 奥斯纳布吕克           | 45,390                      | 46,581                      | 46,141                      |
| 24 | 诺伊施塔特 (吕本山) | 汉诺威地区             | 45,026                      | 45,485                      | 45,049                      |

### 大都市圈
下萨克森州境内共分布着三个大都市圈。“汉诺威-布伦瑞克-哥廷根-沃尔夫斯堡大都市圈”完全在下萨克森州境内。汉堡大都市圈横跨直辖市汉堡、下萨克森州、梅前和石荷。不来梅-奥尔登堡大都市圈则以不来梅州的两个城市——不来梅和不来梅哈芬为核心，辐射周边的下萨克森城镇。

## 经济
下萨克森州的居民集中地以及经济和基础设施重点集中在汉诺威区域：汉诺威 - 策勒 - 不伦瑞克 - 沃尔夫斯堡 - 希尔德斯海姆 - 萨尔茨吉特。与位于下萨克森州南部的哥廷根相结合，它们一起构成了都市区域汉诺威 - 不伦瑞克 - 哥廷根 - 沃尔夫斯堡的心脏地带。

### 国内生产总值
以购买力标准来看，下萨克森州的指数达到了101.4（欧盟27国：100，德国：115.2，2005），由此可见下萨克森州稍高于欧盟平均水平，但却显著低于全德的平均值。2007年下萨克森州的国内生产总值达到了2060亿欧元，这是其经济能力的充分体现。

### 工业

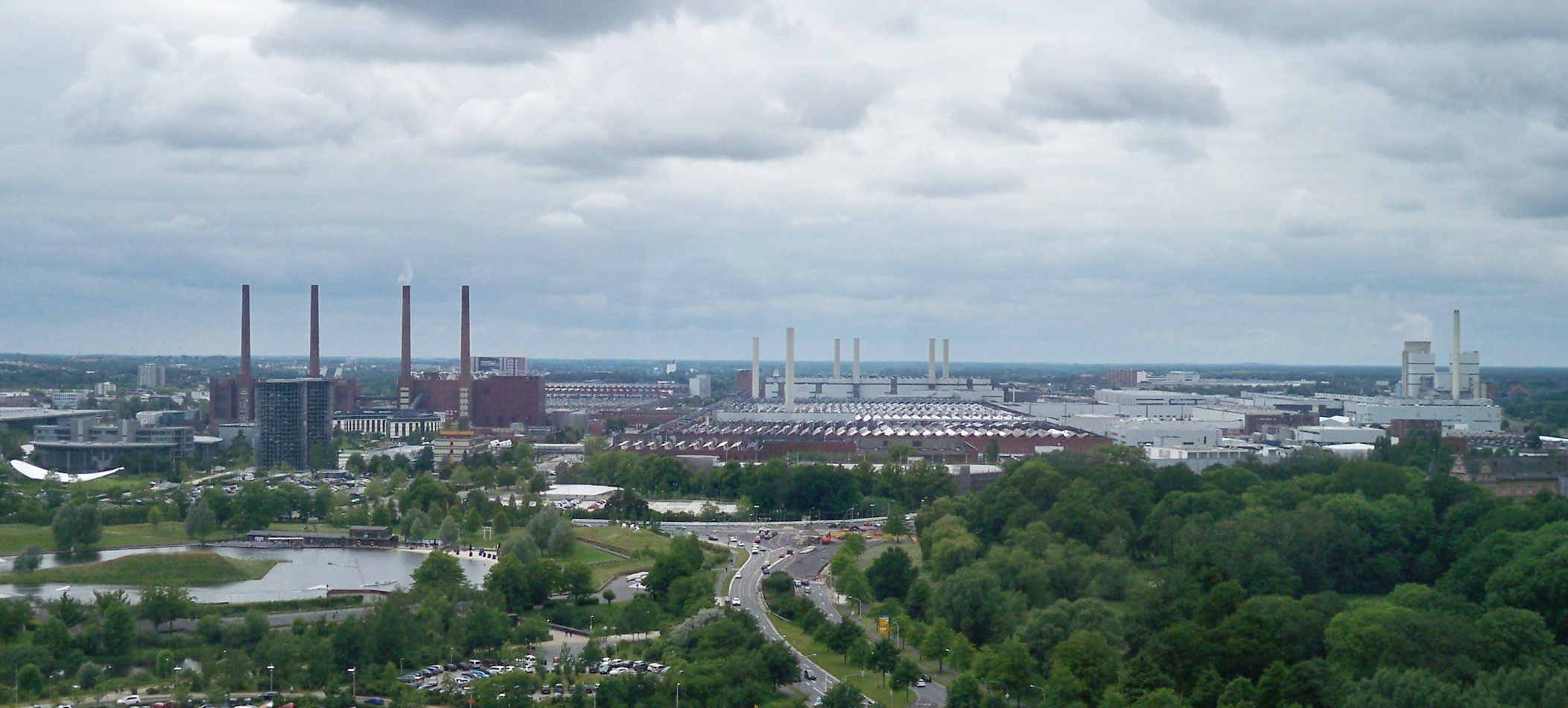
沃尔夫斯堡的大众汽车总厂

下萨克森州的工业中心位于汉诺威 - 不伦瑞克 - 沃尔夫斯堡这一区域，这里分布着许多汽车企业，其中最著名的要数位于沃尔夫斯堡的大众汽车总部及其主要位于汉诺威的大空间交通工具生产部。此外，派纳和萨尔茨吉特的钢铁业也非常发达。布伦瑞克也是一个重要的科学中心。不仅如此，在原材料如泥炭，砂石和铁矿的开采和利用方面，下萨克森州在德国仍然处于领先地位。

### 企业

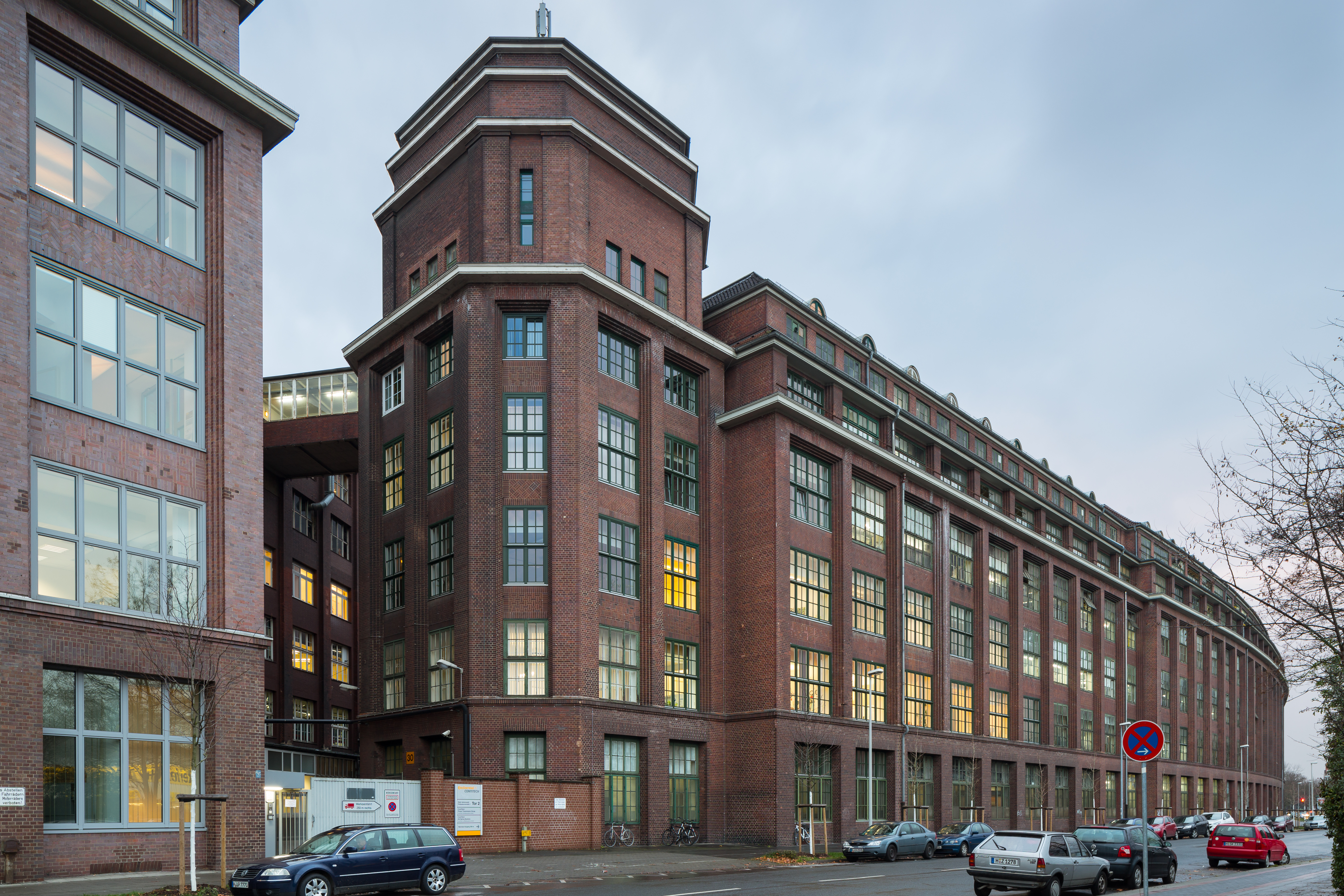
大陆轮胎汉诺威工厂

以价值创造力和销售额为标准，2009年下萨克森州的公司排名依次为：大众汽车公司（沃尔夫斯堡）和大陆集团（汉诺威）。第三位是途易股份公司（TUI AG），接下来依次为萨尔茨吉特公司（Salzgitter AG），Talanx保险集团。在第六位的是控股公司Georgsmarienhütte，TÜV NORD集团紧随其后。

### 展览会

汉诺威CeBIT展的标志

下萨克森州的另一个经济亮点是德意志展览股份公司（Deutsche Messe AG，简称DMAG）在汉诺威举办的一系列国际性展会：信息及通信技术博览会（CeBIT）、汉诺威工业博览会、商用车展（IAA）、国际贸易展（INFA）、农业机械展（Agritechnica）和创意博览会（IdeenExpo）。

### 结构促进
下萨克森州的经济核心区域位于汉诺威。汉诺威 - 不伦瑞克 - 哥廷根 - 沃尔夫斯堡地区作为欧洲大都市区域进一步加强了汉诺威的经济优势。与此相反，特别是下萨克森州的东北部和西部的一些大面积以农业为主的区域，如埃姆斯兰，奥尔登堡地区，易北河-威悉河三角地区，吕讷堡草原地区，威悉河中部地区和沿海部分地区，它们长久以来一直是结构薄弱地区 - 这些地区部分地与不來梅的不来梅市和不来梅港直接接壤。但这其中的一个例外便是，奥尔登堡的明斯特兰作为汉诺威经济区之外的农业地区持续获得了经济增长。为了改善经济欠发达地区的经济形势，开发了一些项目，它们包括：
- 由当地经济共同资助的埃姆斯兰高速公路A31，它从东弗里斯兰出发经过埃姆斯兰到博特罗普，最后到达西部鲁尔区。
- 海岸高速路A22，它以石勒苏益格-荷尔施泰因为起点，分别经过位于施塔德的规划好的易北河隧道和位于代德斯多夫的威悉河隧道，与位于奥尔登堡和威廉港之间的A29相交，并且在维斯特施塔德地区与A28相连。
- 许多运输管道的安装，它们将北莱茵-威斯特法伦与下萨克森州以及石勒苏益格-荷尔施泰因的化学基地相联系，这对于下萨克森州的生产基地施塔德和威廉港尤其有利。
- 在威廉港的集装箱码头JadeWeserPort是德国唯一的集装箱深水港，可以容纳最大的集装箱船。

### 农业

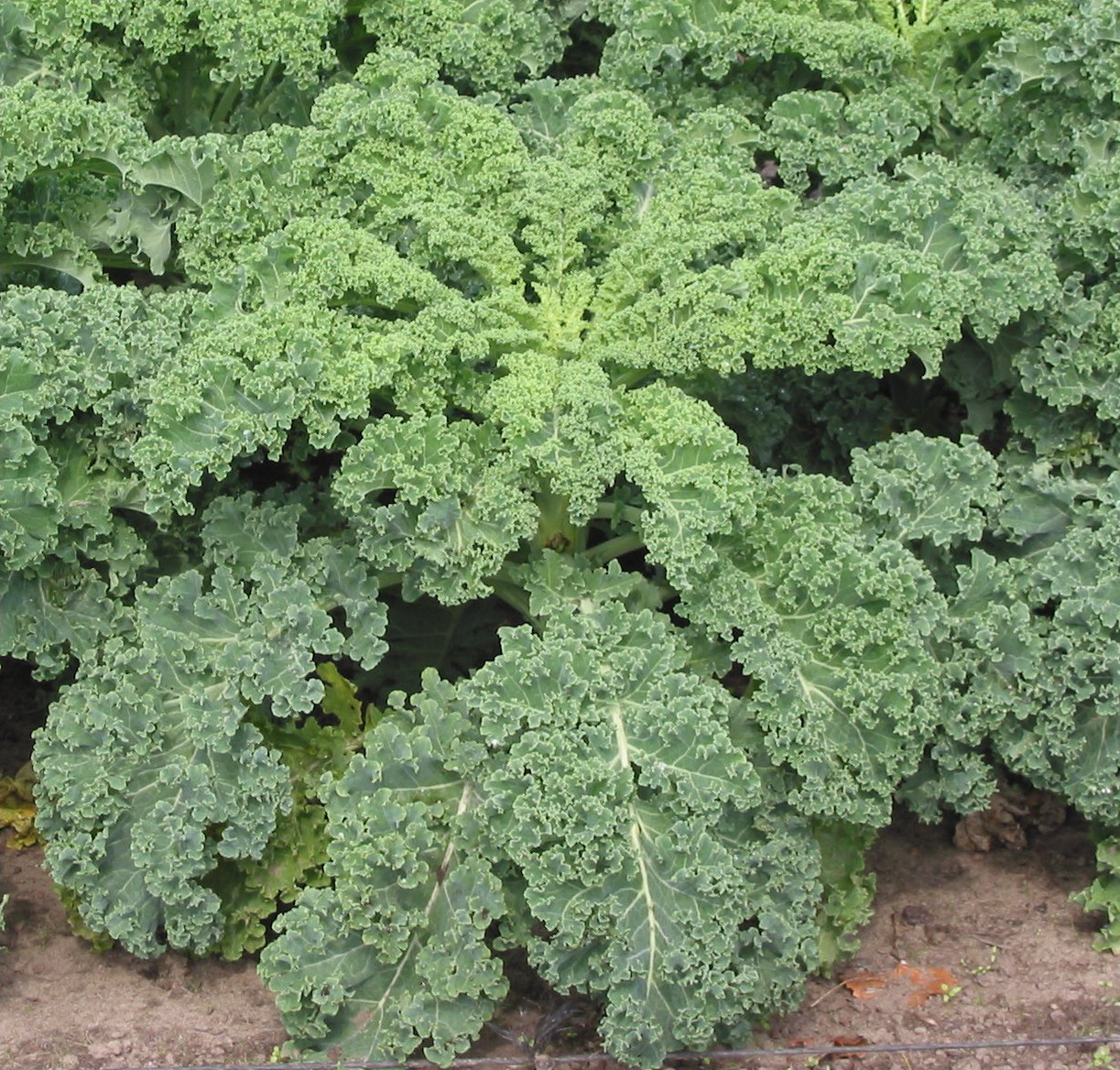
羽衣甘蓝俗称绿菜

下萨克森州的农业状况非常不同。在希尔德斯海姆低地（Hildesheimer Börde）以及哈茨山脉和中德运河之间的土地非常肥沃，特别适合种植糖用甜菜和谷物庄稼；在吕讷堡石楠草原的土地则比较贫乏，主要的种植品是土豆和芦笋，后者也是那里的特产；在海岸附近的低湿地区域则是畜牧业比较发达。
除了谷物之外，在下萨克森州常见的种植物还有油菜籽，糖用甜菜，生菜（特别是圆生菜），卷心菜，胡萝卜，以及在部分地区含沙丰富的土地生长的芦笋。在下萨克森州特别出名的是“甘蓝文化（Grünkohlkultur）”（在东南地区也可能是Braunkohl）。除了蔬菜种植和畜牧业之外，水果种植（尤其是在北方的老地区（Altes Land））也是该州的一个重要经济分支。

### 作为经济要素的德军
以提供工作岗位来看，下萨克森州境內的德國联邦国防军部隊在将来也会扮演重要的角色。拥有55000名士兵和部队其他工作人员，下萨克森州可能即使在联邦德国裁军以后也是拥有军队工作人员最多的，尽管裁军对于下萨克森州也会造成一定的影响。
位于吕讷堡石楠草原南部的贝尔根作为部队演练场地占地面积达284 km²，是欧洲最大的部队演练场地。它由納粹德國國防軍始建于1935年，二战结束之后由駐德英軍于1945年接管并进一步扩建。20世纪60年代以来，这一地区大多为联邦国防军和北约的所屬部隊所用。

### 能源经济

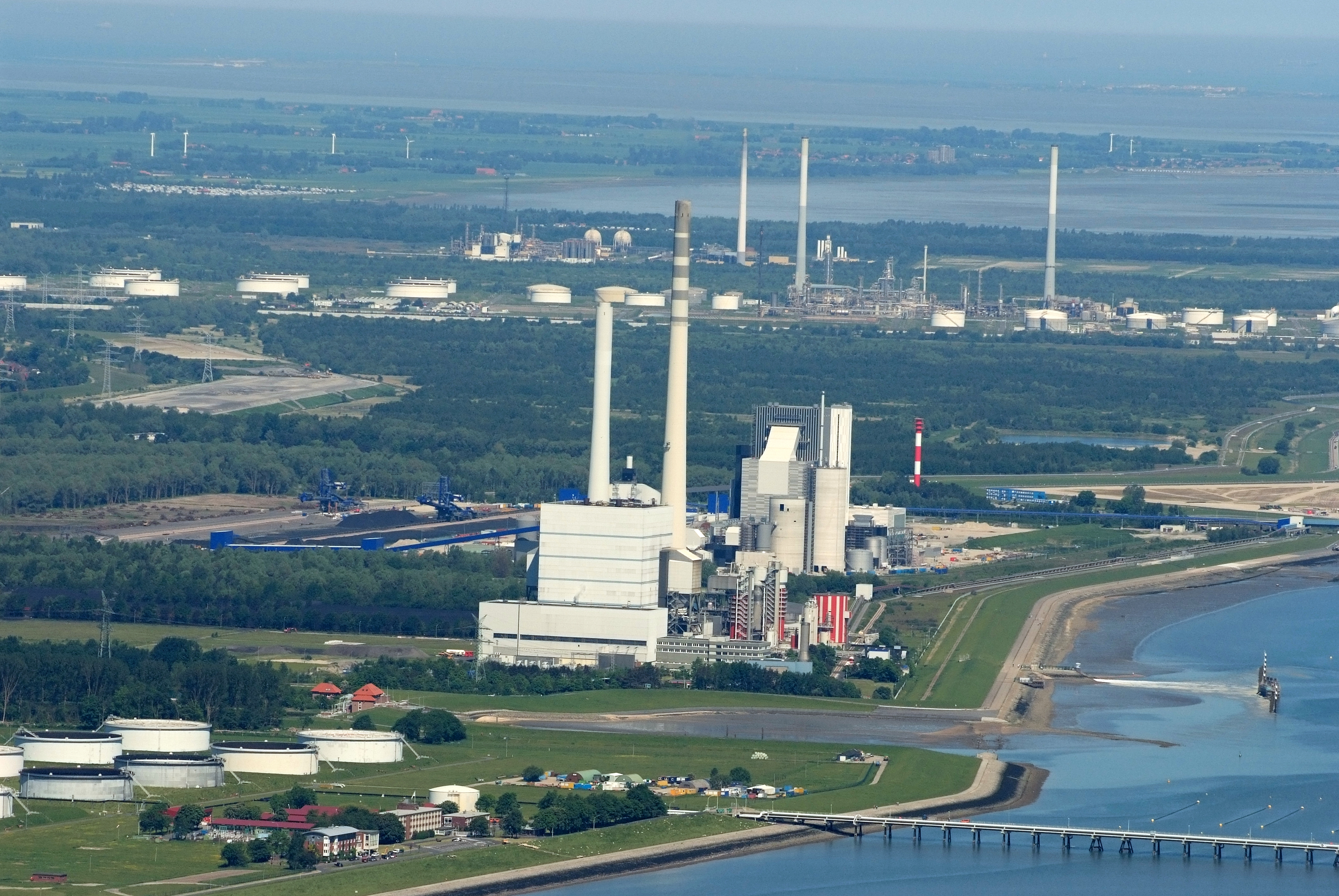
威廉港的燃煤发电厂和炼油厂

在下萨克森州运营着两个原子能发电站：位于林根的埃姆斯核电站以及位于格龙德的格龙德核电站。除此之外，还有许多传统的煤炭发电站和天然气发电站，例如：梅隆发电站（Kraftwerk Mehrum）、埃姆斯兰天然气发电站（Erdgaskraftwerk Emsland）和和紧邻威廉港海湾的两座燃煤发电站。
风能也在变得越来越重要，许多风能设备生产商都在下萨克森州设有生产车间，例如爱那康集团（Enercon）在奥利希（Aurich），埃姆登（Emden）和哈恒（Haren）的生产基地；巴德公司（Bard）在埃姆登（Emden）和库克斯港（Cuxhaven）的生产基地；通用风能公司（GE Wind Energy）在萨尔茨卑根（Salzbergen）的生产基地等。值得注意的是，下萨克森州是全德最重要的风力发电基地。2010年底全德风力发电共27千兆瓦，其中有大约6.6千兆瓦来自下萨克森州。此外还有很多在建的风力发电站——在海岸或者陆地区域。
此外，下萨克森州还是德国天然气储量最多的联邦州：德国95%的天然气和40%的石油开采来自下萨克森州。

### 旅游业

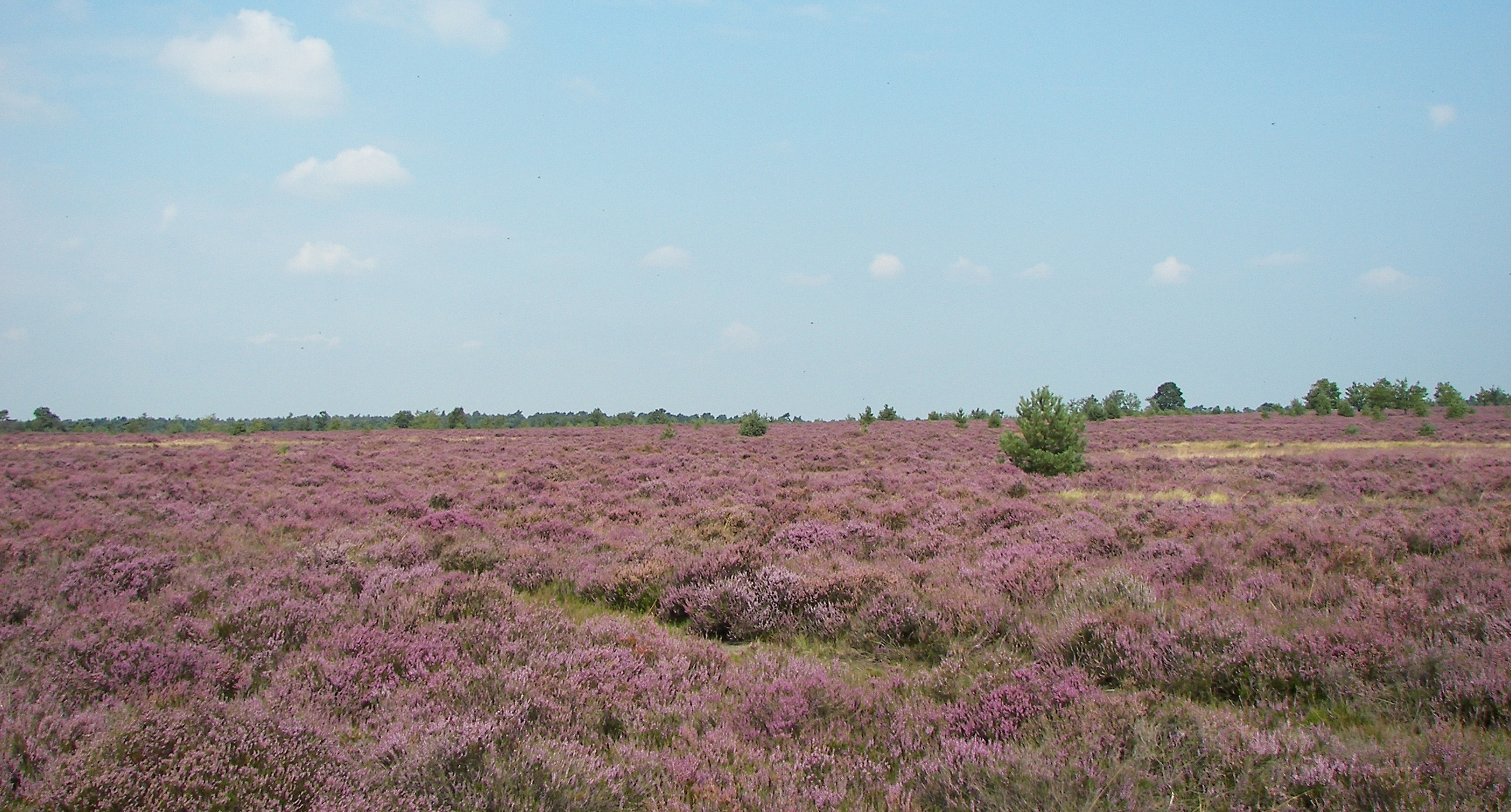
吕讷堡石楠草原

2013年，下萨克森州的旅客过夜总数为3990万人次，仅次于巴伐利亞州、巴符和北威。这里最受欢迎的旅游目的地是北海海滨、吕钠堡草原和东弗里斯岛屿。

#### 北海浴场

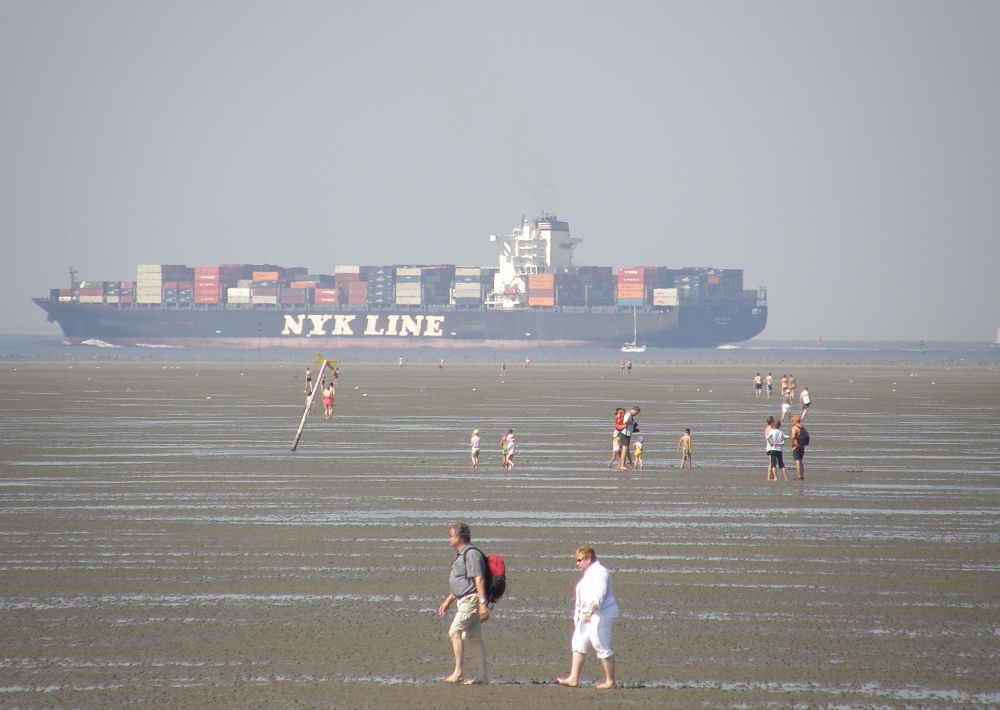
库克斯港的度假海滩

北海沿岸地区是旅游业的发达地区，尤其是库克斯兰地区（Cuxland）和东弗里西亚群岛（Ostfriesischen Inseln）。其中的重点旅游地点包括库克斯港（在尤其是一些城区Duhnen，Döse以及Sahlenburg）以及位于易北河入口的乡镇联合体乌尔斯特兰（Land Wursten）和奥特恩多夫（Otterndorf）。其他重要的海滨浴场集中在布特亚德恩（Butjadingen），奥登堡弗里斯兰县（oldenburgisches Friesland）以及东弗里斯海岸（ostfriesische Küste）。

#### 堤内区
除此之外，其他的旅游胜地包括哈茨山脉，城市如：汉诺威，不伦瑞克，奥斯纳布吕克，吕讷堡，策勒，汽车城沃尔夫斯堡，艾西斯菲尔德（Eichsfeld），威悉河山区（Weserbergland），莱内河山区（Leinebergland），吕讷堡石楠草原（Lüneburger Heide），万德兰地区（Wendland），施泰因胡德湖（Steinhuder Meer），埃姆斯兰（Emsland），奥斯纳布吕克兰（Osnabrücker Land）， 老城区（Altes Land），易北河山谷（das Elbetal） 以及其他河流如：阿勒尔河（Aller），莱讷河（Leine），埃姆斯河（Ems），威悉河（Weser）等。

### 交通

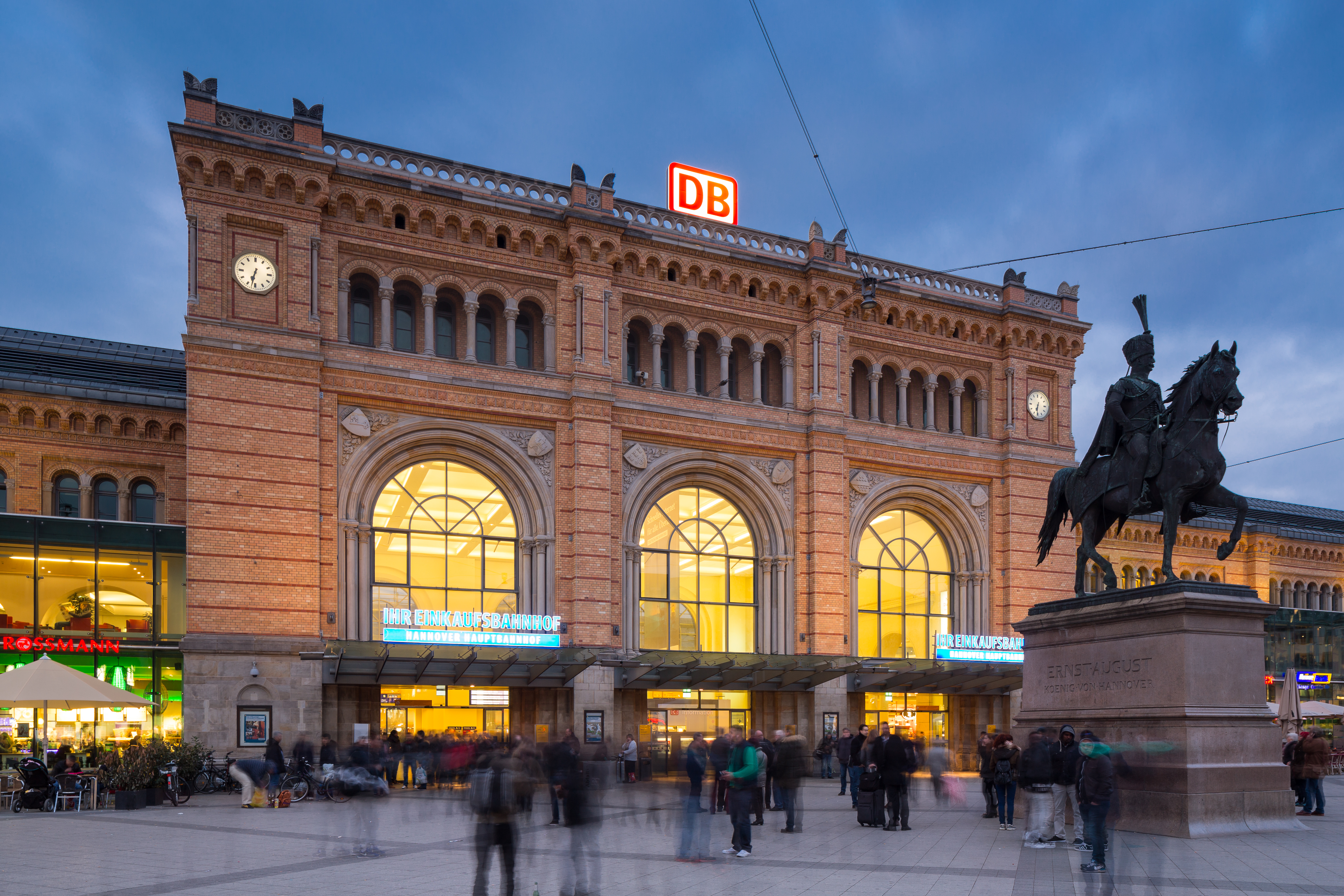
汉诺威火车站前广场

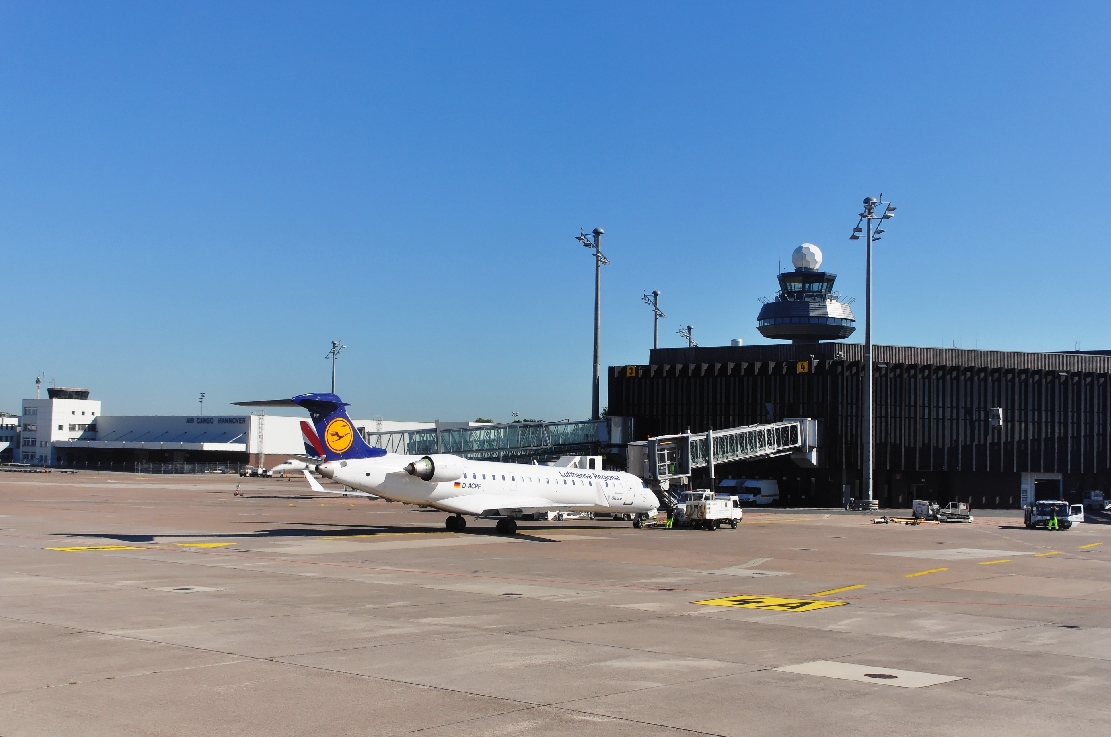
汉诺威-朗根哈根机场

#### 地面交通
与人口分布相对应，地面交通网集中在下萨克森州东南部的汉诺威（Hannover），不伦瑞克（Braunschweig），希尔德斯海姆（Hildesheim），萨尔茨基特（Salzgitter）等城市。
分布在下萨克森州境内的主要铁路线包括：
- 连接南德、哥廷根、汉诺威、汉堡的铁路线
- 连接鲁尔区、汉诺威、布伦瑞克、沃尔夫斯堡、柏林的铁路线
- 连接鲁尔区、明斯特、奥斯纳布吕克、不来梅、汉堡的铁路线
- 连接汉诺威与不来梅的铁路线
- 埃姆斯铁路线

下萨克森州最大的铁路交通枢纽是州府汉诺威的主火车站。
下萨克森州境内的高速公路包括东部的A2、A7/A27、A39和西部连接鲁尔区、奥斯纳布吕克、不来梅与汉堡的A1汉萨线、连接鲁尔区与埃姆登的A31以及连接阿姆斯特丹、奥斯纳布吕克与汉诺威的A30/A2高速。

#### 空中交通
下萨克森州周围最重要的空中转运站是汉诺威－朗根哈根机场（Flughafen Hannover-Langenhagen（HAJ））以及对外离下萨克森州最近的不来梅机场（Flughafen Bremen（BRE）），汉堡机场（Flughafen Hamburg（HAM））以及明斯特/奥斯纳布吕克机场（Flughafen Münster/Osnabrück（FMO））。

#### 海上交通

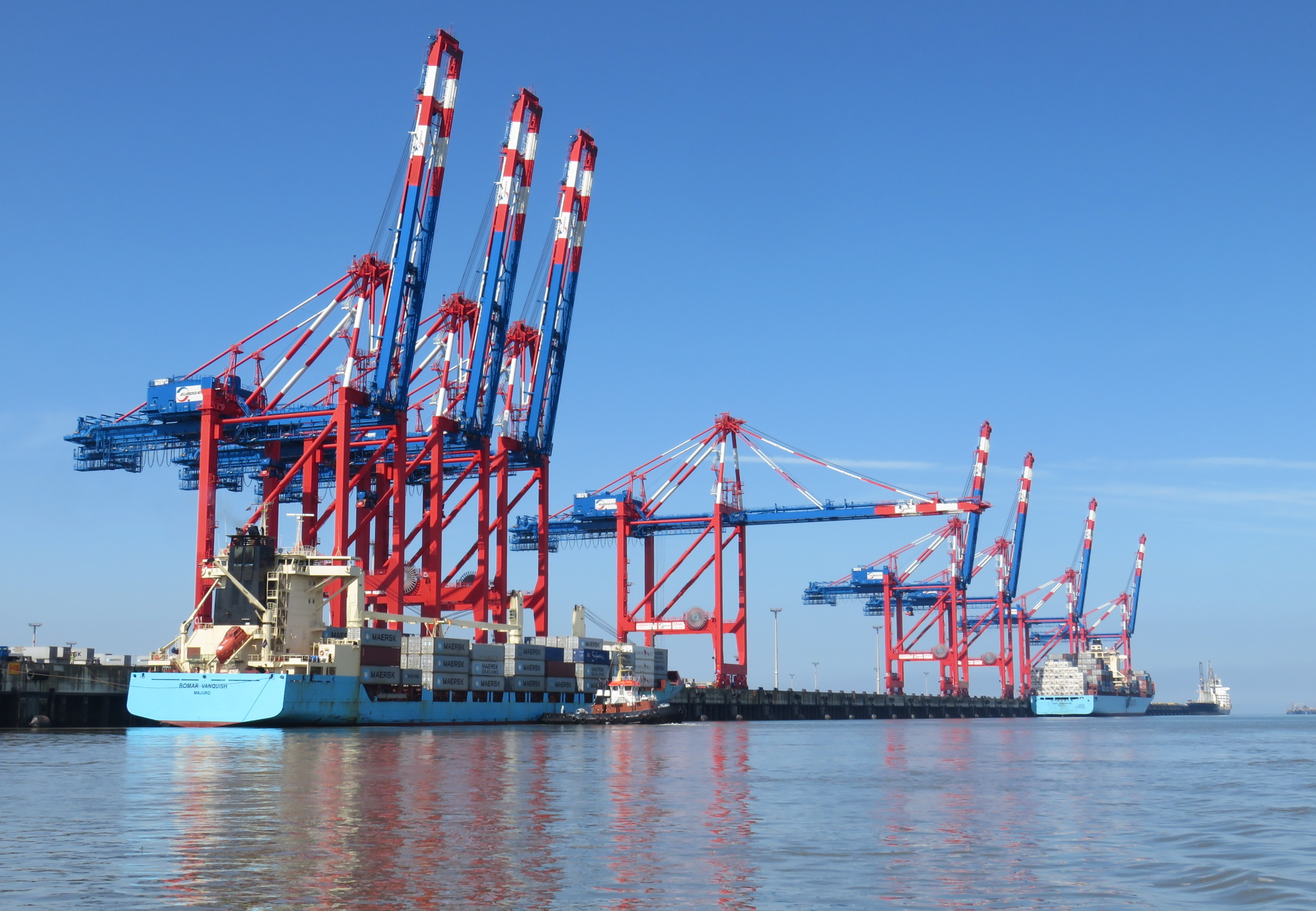
威廉港集装箱深水港

下萨克森州的九个海港：布雷克、库克斯港、埃姆登、利尔、诺登哈姆、奥尔登堡、巴本堡、施塔德和威廉港共同构成了“下萨克森州港口群”（Seaports of Niedersachsen）。最重要的内河航道：中德运河（Mittellandkanal），威悉河（die Weser），易北河（die Elbe），埃姆斯河（die Ems）。
下萨克森州的威廉港是德国水深最深的集装箱港。这座港口尤其适合在中国与欧洲之间航行的超大型集装箱船挂靠。目前，丹麦的马士基航运和瑞士的地中海航运提供威廉港与中国之间的集装箱定期航线。

## 媒体
从1984年起，下萨克森州不仅有以行政收费资助的公共广播电视台，还允许以广告收入维持运营的私人广播电视机构。
北德廣播公司（NDR）是下萨克森州的公共广播电视机构，负责制作针对这个联邦州的广播和电视节目。NDR在州府汉诺威设有州立广播电视台台址，并在许多地市设有地区演播室（布伦瑞克、哥廷根、吕钠堡、奥尔登堡和奥斯纳布吕克）和记者站（林根、奥特尔恩多夫、埃森斯、费希塔、费尔登、哈梅林和威廉港）。
覆盖整个联邦州的私立广播电台包括radio ffn，Antenne Niedersachsen和Radio 21。RTL北德频道（RTL Nord）和Sat.1北德频道每天播出针对下萨克森州和不来梅州的地区性电视新闻杂志。
在下萨克森州公开发行的日报约50份。发行量最大的日报为汉诺威的Hannoversche Allgemeine、布伦瑞克的Braunschweiger Zeitung、奥斯纳布吕克的Neue Osnabrücker Zeitung、奥尔登堡的Nordwest-Zeitung以及锡克的Kreiszeitung Syke。

## 科学

### 科研机构
下萨克森州的科研机构如下：
大学

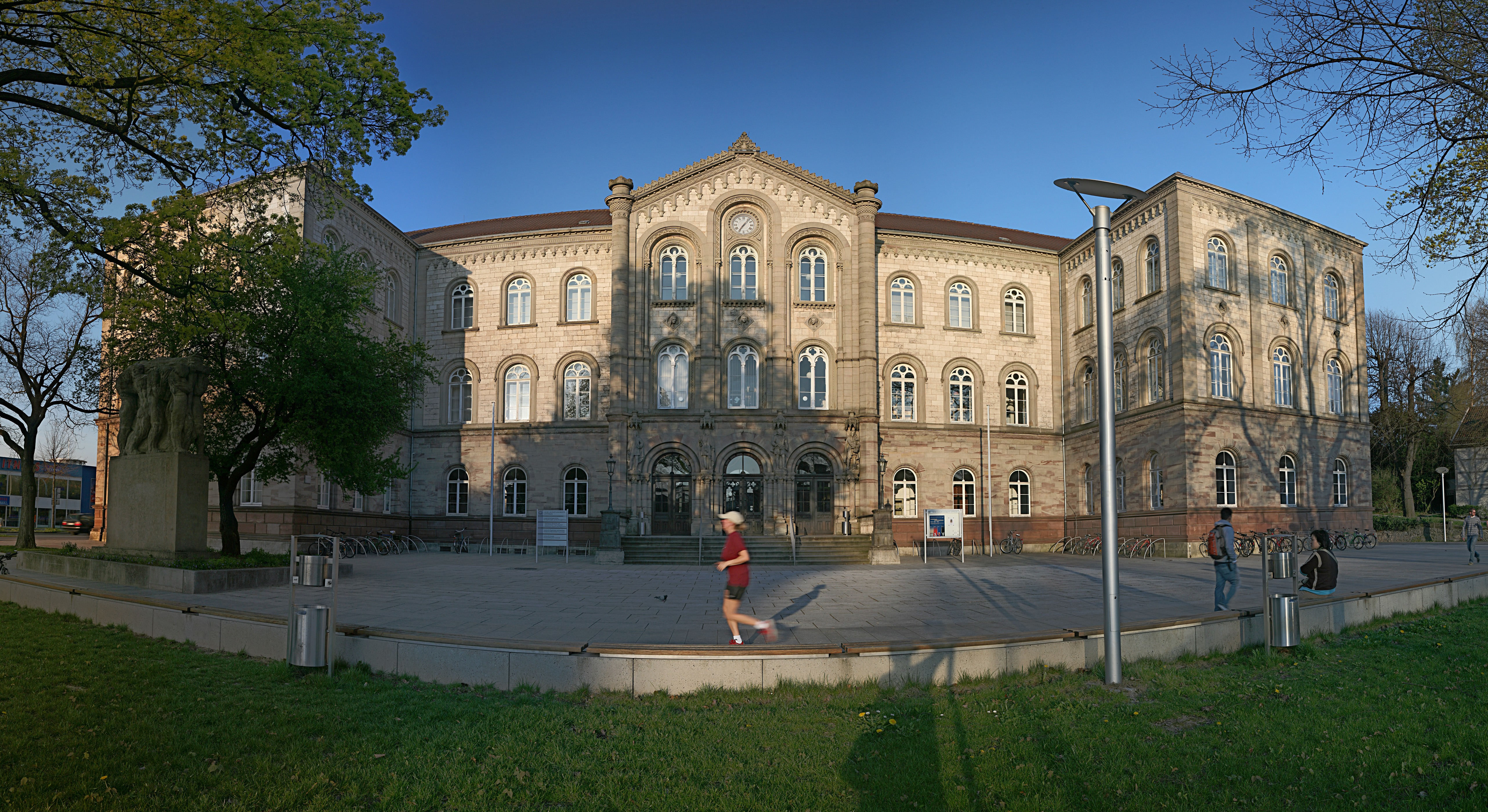
哥廷根大学的大礼堂

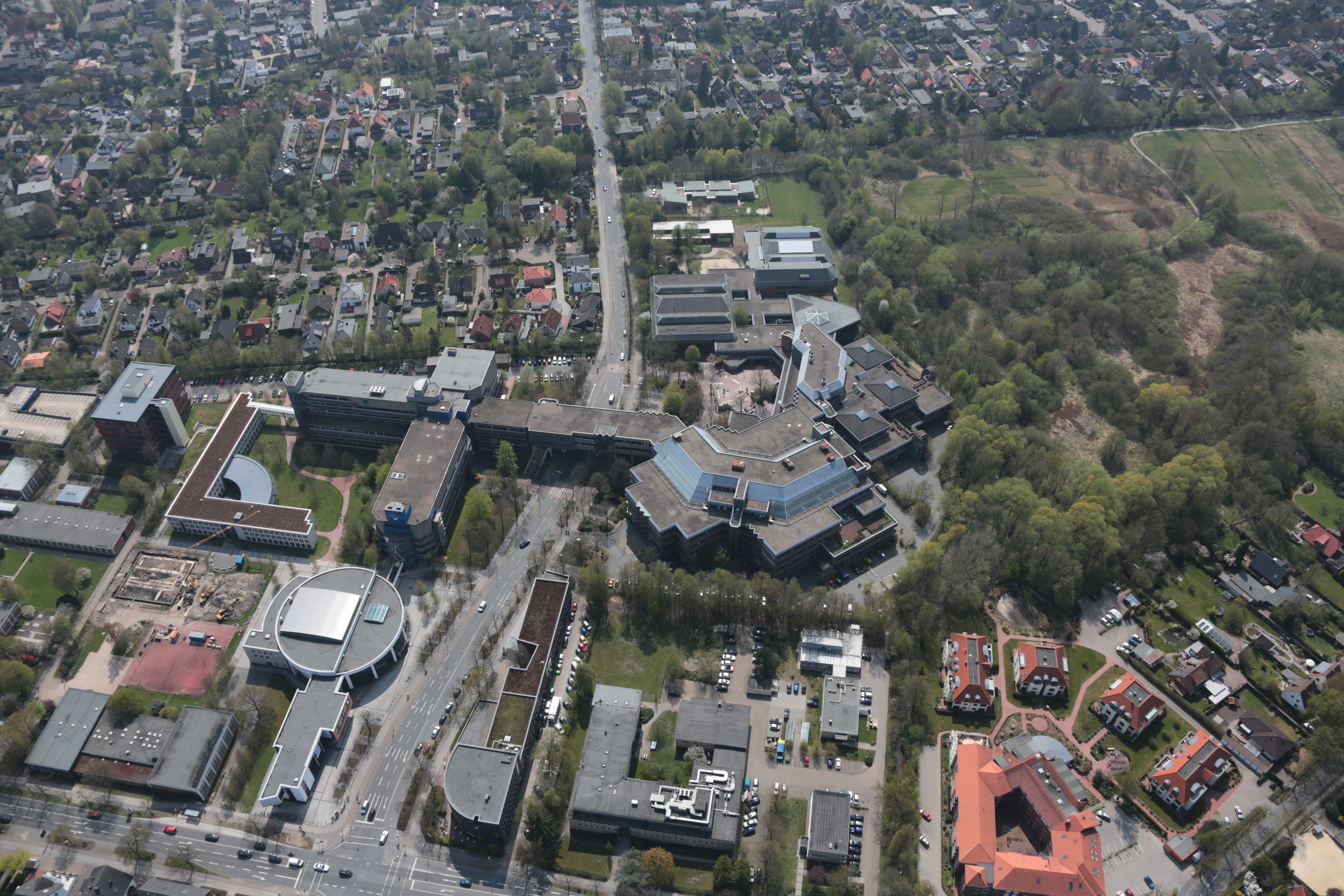
奥尔登堡大学

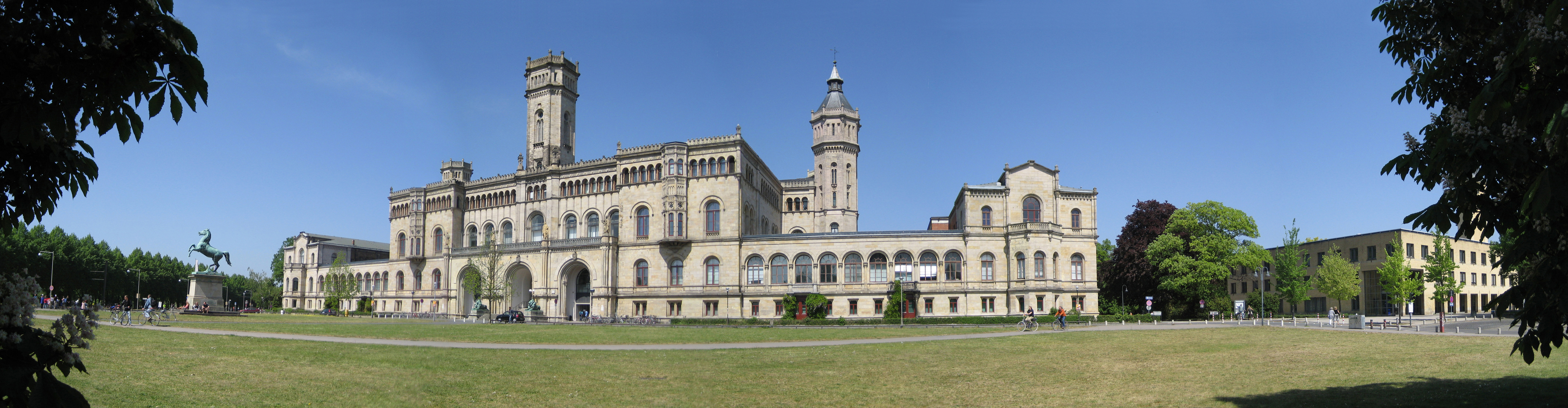
汉诺威大学

- 不伦瑞克工业大学（Technischen Universität Braunschweig）
- 克劳斯塔尔工业大学（Technische Universität Clausthal）
- 哥廷根乔治·奥古斯特大学（Georg-August-Universität Göttingen）
- 汉诺威大学（Gottfried-Wilhelm-Leibniz-Universität Hannover）
- 希尔德斯海姆大学（Universität Hildesheim）
- 呂訥堡大學（Leuphana-Universität Lüneburg）
- 奥尔登堡大学（Carl-von-Ossietzky-Universität Oldenburg）
- 奥斯纳布吕克大学（Universität Osnabrück）
- 费希塔大学（Universität Vechta）

应用技术大学
- 不伦瑞克造型艺术学院（Hochschule für Bildende Künste Braunschweig）
- 埃姆登-莱尔应用技术大学（Hochschule Emden/Leer）
- 汉诺威医学院（Medizinischen Hochschule Hannover）
- 汉诺威兽医学院（Tierärztlichen Hochschule Hannover）
- 亚德应用技术大学（Jade-Hochschule）
- 东威斯特法伦应用技术大学（Ostfalia-Hochschule für angewandte Wissenschaften）
- 奥斯纳布吕克应用技术大学（Hochschule Osnabrück）

### 图书馆

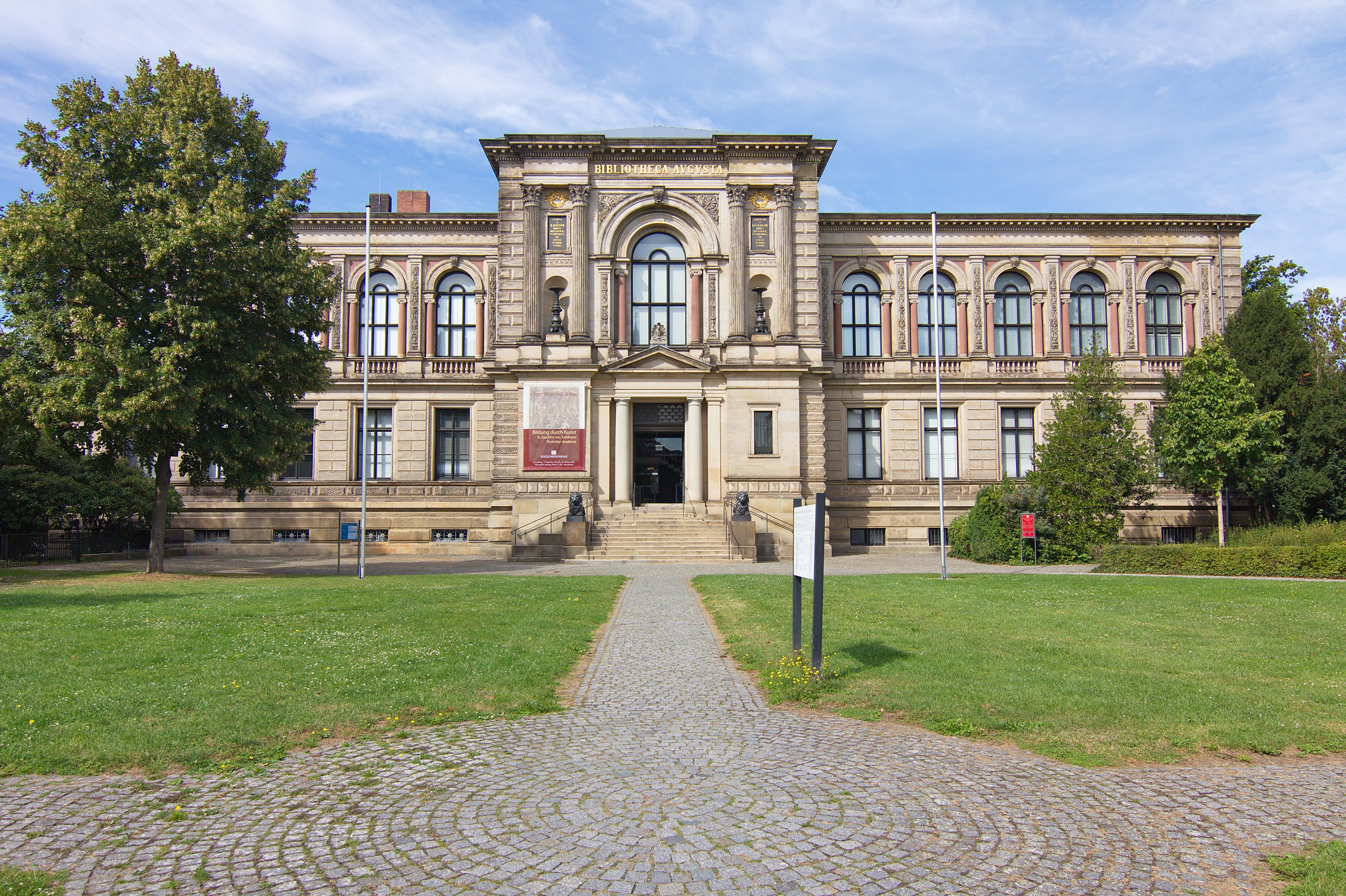
奧斯特公爵图书馆

因为馆藏珍稀的古老文献，一些国外的访问学者也经常到访下萨克森的3座州立图书馆：沃尔芬比特尔的奥古斯特公爵图书馆（Herzog August Bibliothek in Wolfenbüttel）、汉诺威的莱布尼茨州立图书馆和奥尔登堡的州立图书馆。
奥古斯特公爵图书馆是闻名于世的中世纪和近代史研究中心。这里保存的韦尔夫公爵“狮子亨利”手绘圣经原稿（福音书）在1174-1189年间完成，它属于世界上目前最昂贵的书籍。
汉诺威的莱布尼茨图书馆珍藏着大约15000封莱布尼茨的亲笔信件。这些信件2007年被列入了世界记忆遗产名录。
汉诺威的技术信息图书馆是全世界最大的一个技术和自然科学图书馆，同时也是德国三座中央专业图书馆之一。

## 人文

### 文化背景
从人文角度看，下萨克森州幅员辽阔，但也造成了较大的地域差距。与威斯特法伦交界一带，下萨克森与威斯特法伦两边没有明显的人文风情上的区别。二战后，大量从东欧和波罗的海沿岸的前德国疆土被驱逐的难民在下萨克森州落脚定居，这也为这个联邦州带来了文化多样性。

### 语言
下萨克森州的官方语言为高地德语（Hochdeutsch），即标准德语。日常有人会说低地德语方言（Plattdeutsch、Niederdeutsch、Plattdütsch）。在德荷边境的萨特兰（Saterland）生活的少数民族可以说萨特弗里斯兰语（Saterfriesisch），在上哈茨山区生活的人们能通“厄尔士山方言”（das Erzgebirgische）。
直到19世纪以前，高地德语还只是作为下萨克森州的书面语。从19世纪到20世纪高地德语开始代替当地的语言。在这之前，下萨克森州的语言主要以低地方言德语为主。

### 建筑
在下萨克森州留下历史印记的主要建筑风格是文艺复兴主义的一个分支——“威悉河文艺复兴风格”（Weserrenaissance）。
此外，汉诺威著名的海恩豪森王宫花园是欧洲巴洛克风格的典型代表。在奥斯纳布吕克，人们可以找到很多古典主义和洛可可风格的建筑物。这座城市的著名景点包括大教堂、威斯特法伦和约的签署地市政厅、许多石雕和木桁架建筑。下萨克森州最大的巴洛克城堡——奥斯纳布吕克城堡和最高的中世纪后哥特式建筑——圣凯瑟琳教堂也坐落在奥斯纳布吕克。
巴特伊堡（Bad Iburg）的伊堡城堡和本笃会修道院在建筑学和艺术史学上具有重要意义。

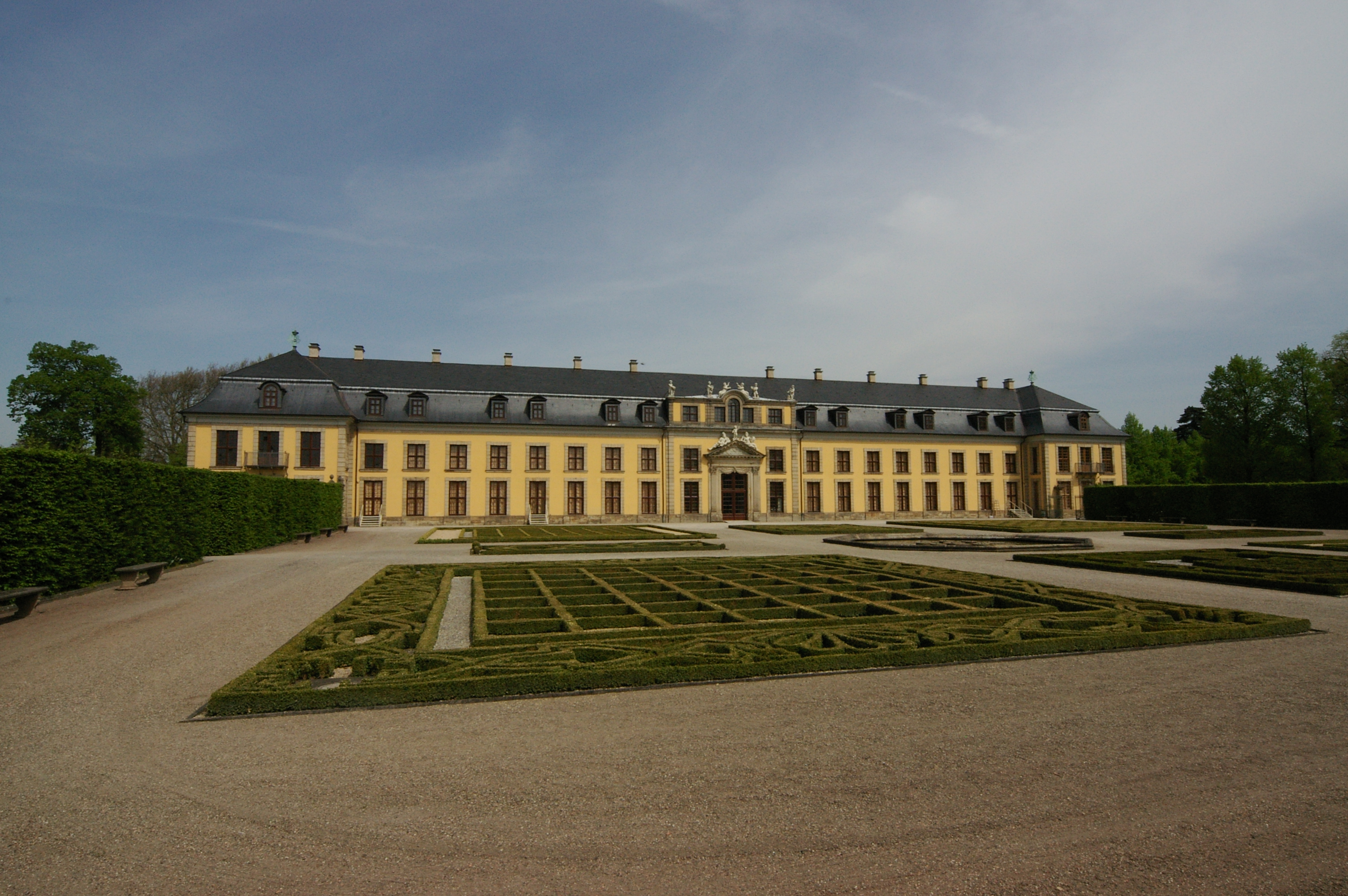
汉诺威的海恩豪森王家花园
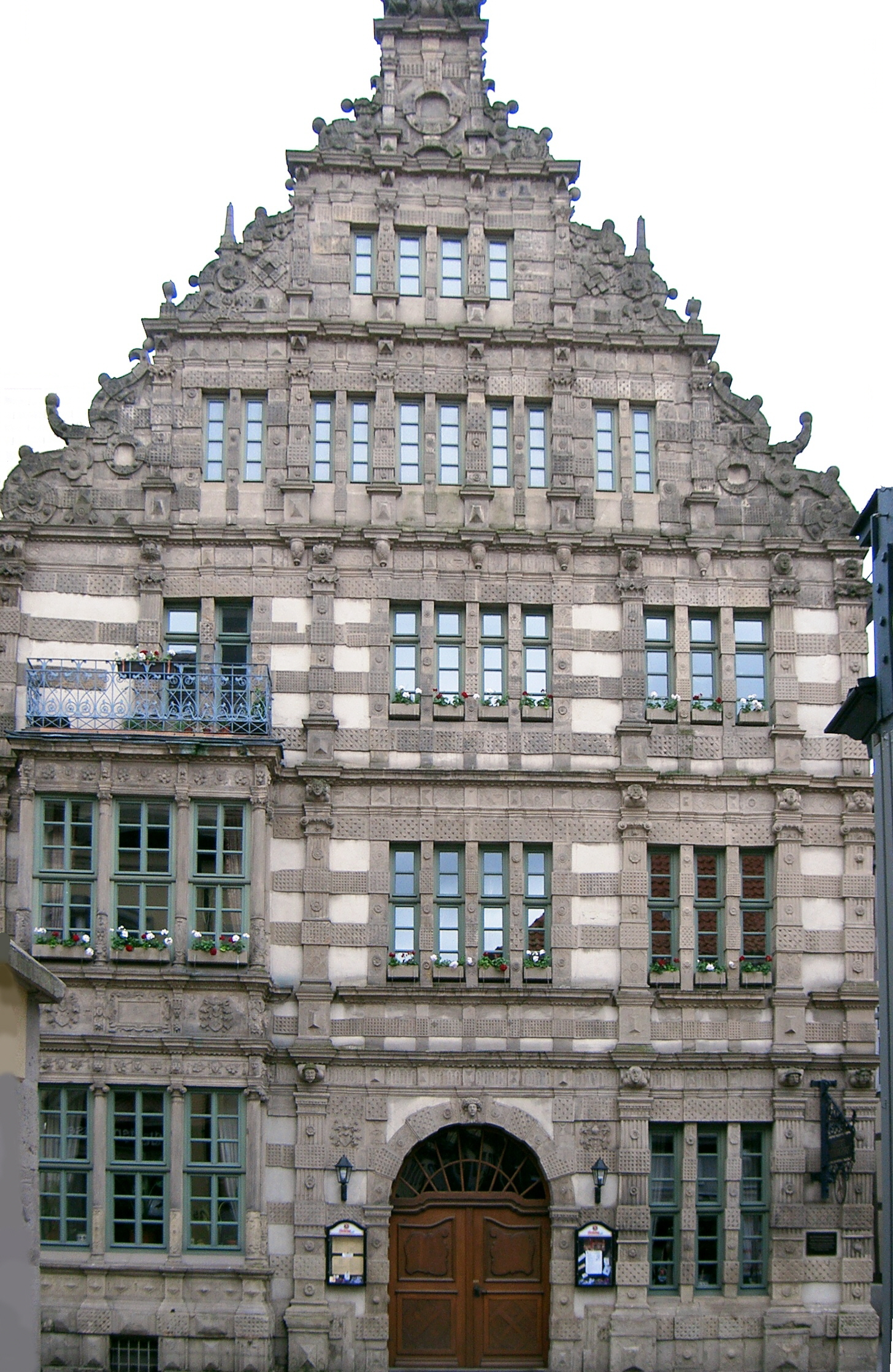
哈梅林捕鼠人的童话小屋
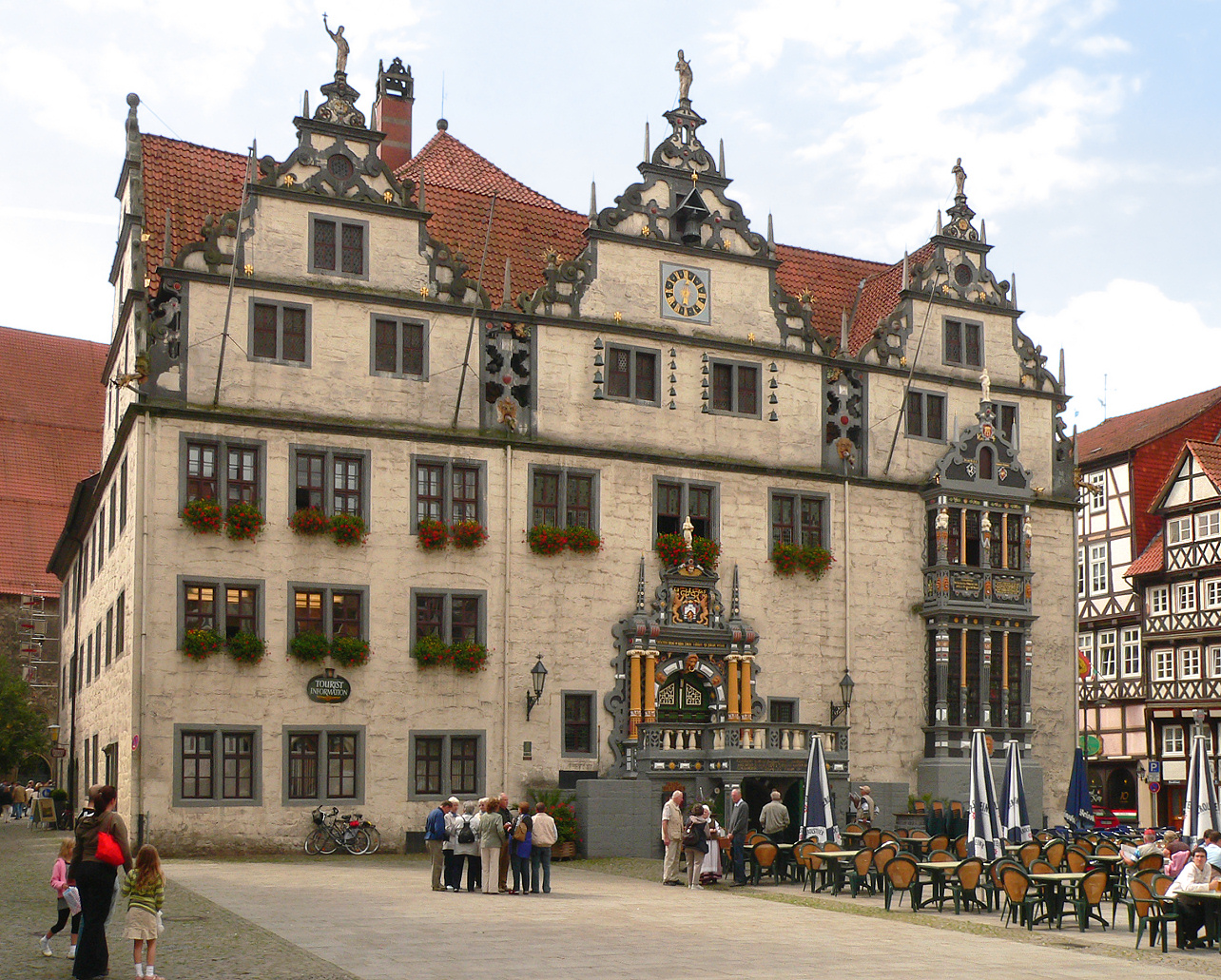
汉明登市政厅（威悉河文艺复兴风格）
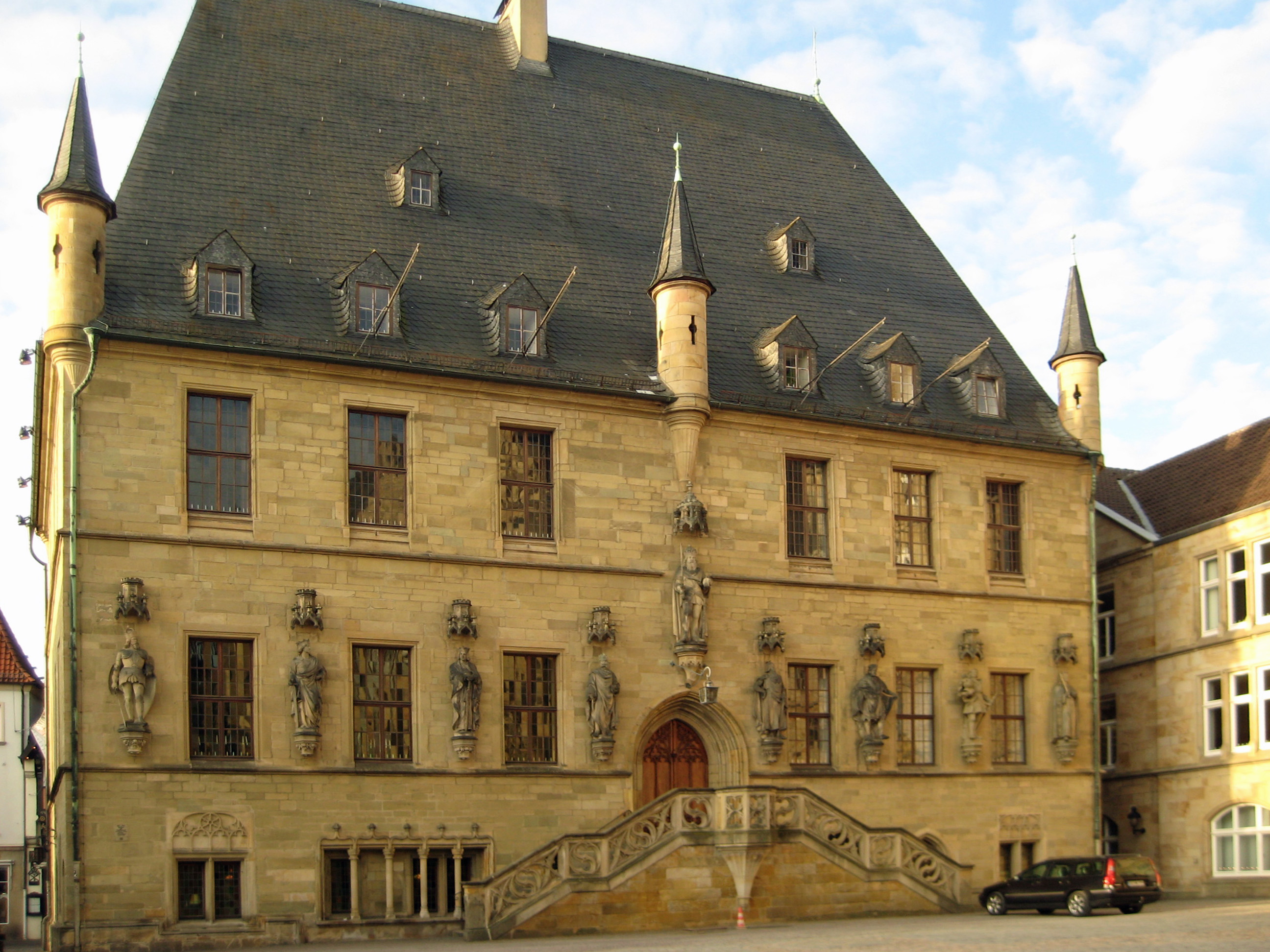
奥斯纳布吕克市政厅
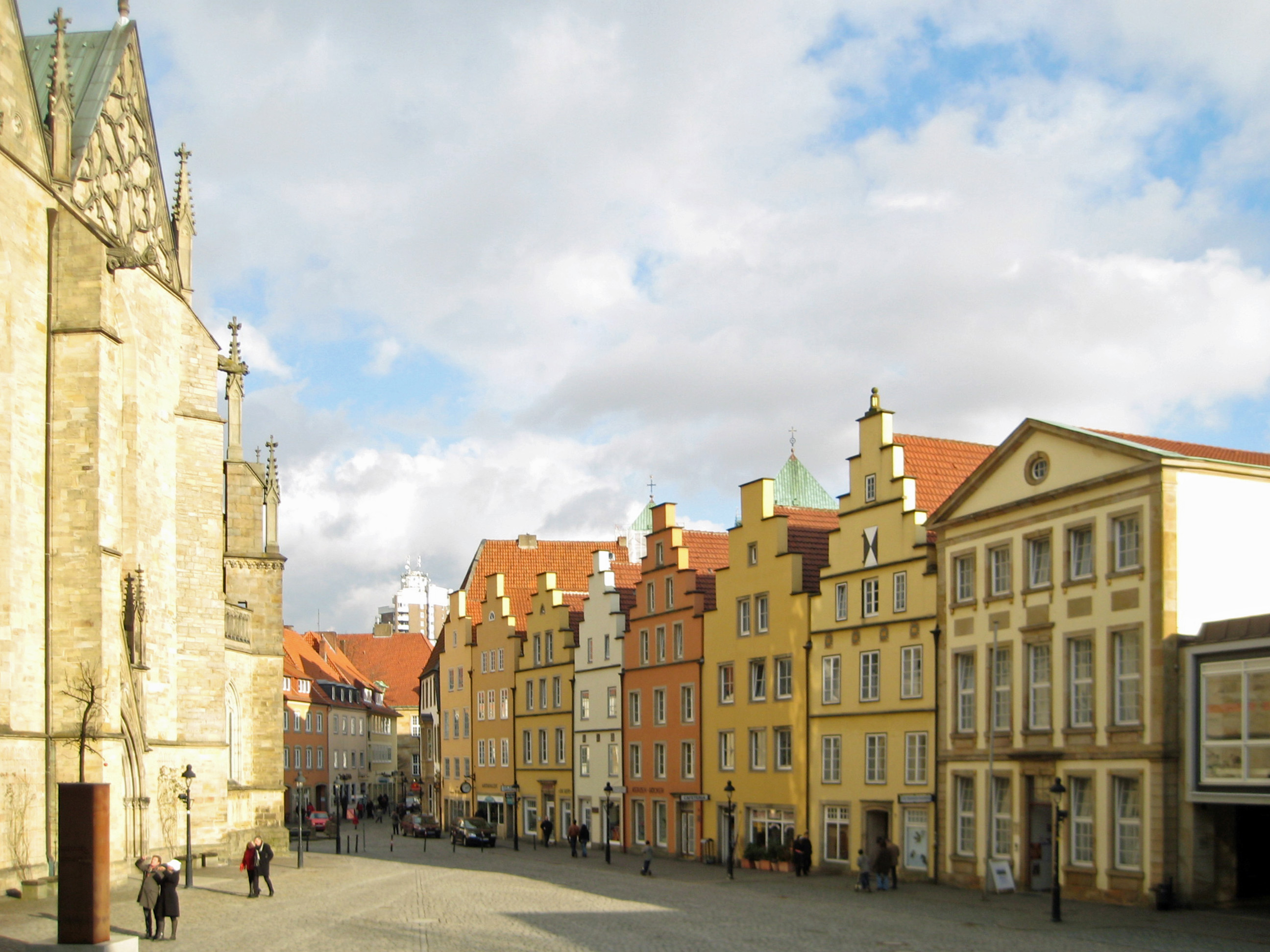
奥斯纳布吕克市场
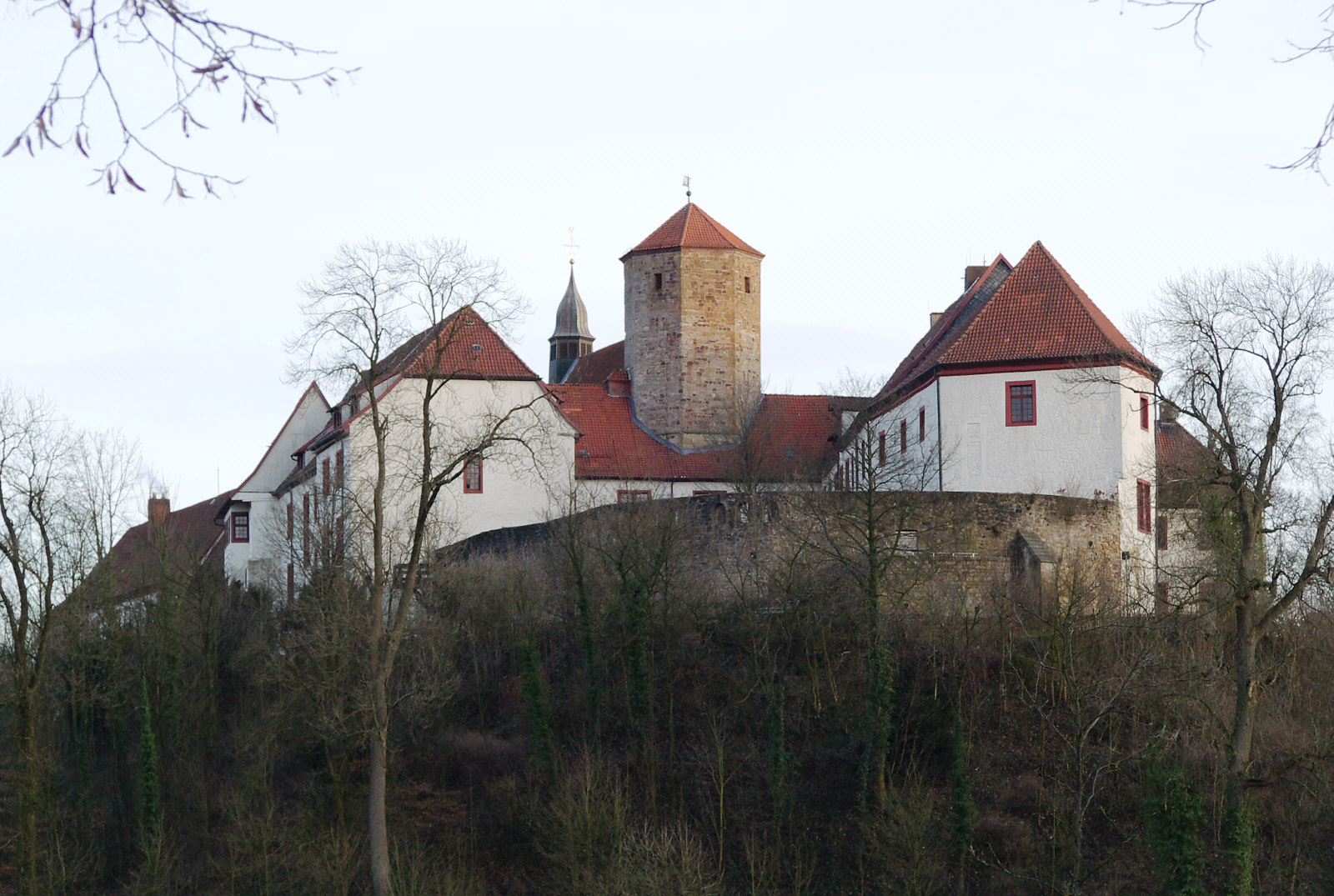
巴特伊堡的城堡

### 造型艺术

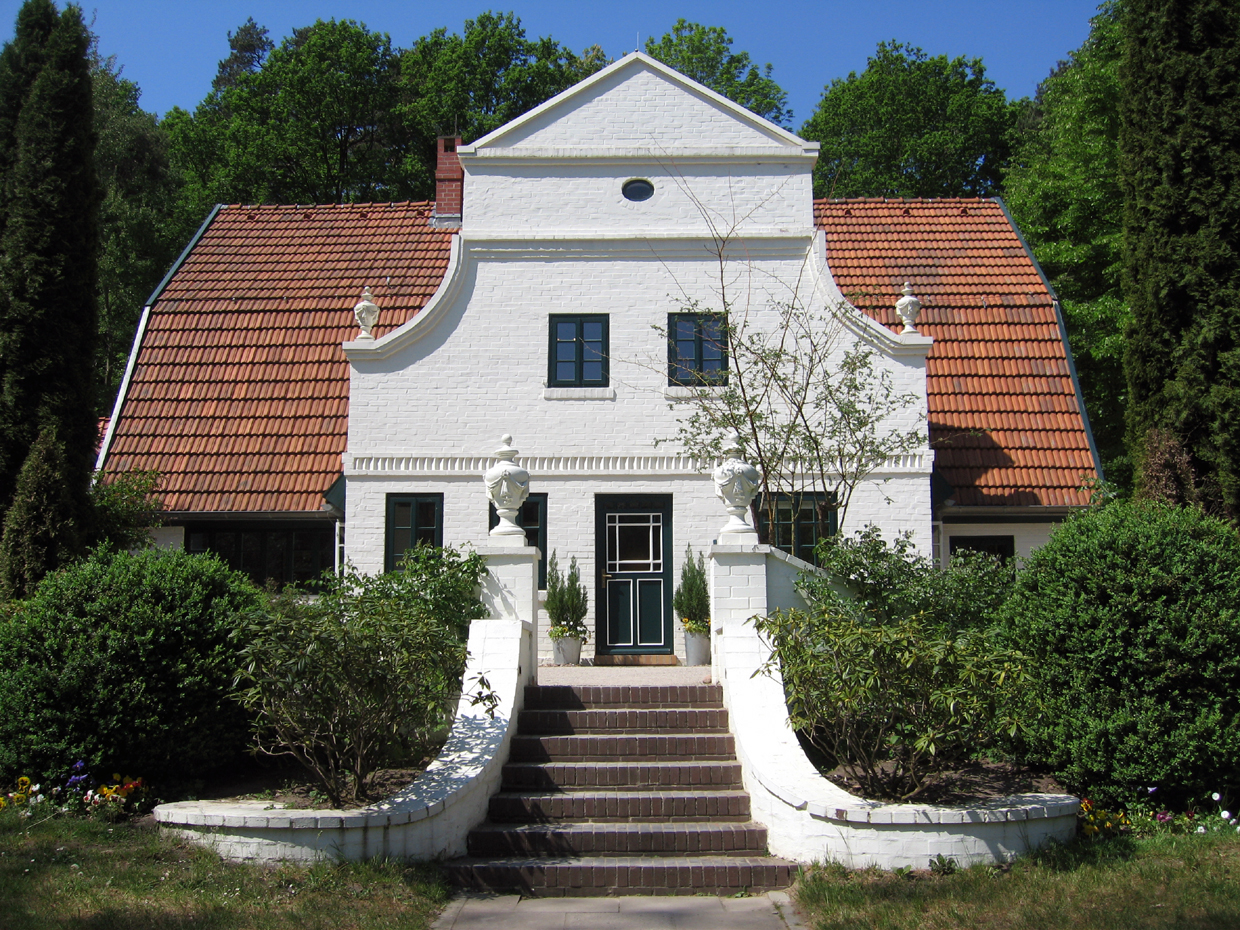
画家村沃尔普斯韦德的Barkenhoff弗格勒博物馆

19世纪以来，下萨克森州造就了多位享有国际声誉的艺术家，其中的代表性人物是画家威廉•布施（Wilhelm Busch）。
1895年，艺术家海因利希・弗格勒（Heinrich Vogeler）在靠近不来梅的沃尔普斯韦德（Worpswede）建立了“艺术家殖民地”。从那以后，这个地方出产了众多德国印象主义和表现主义艺术家。在“艺术家村”居住过的艺术家有奥托・莫德索恩（Otto Modersohn）、保拉・莫德松-贝克尔（Paula Modersohn-Becker）、弗里茨・奥尔韦贝克（Fritz Overbeck）、莱纳・玛丽亚・李尔克（Rainer Maria Rilke），从而形成了著名的“沃尔普斯韦德画派”。
除了沃尔普斯韦德，知名的艺术家也曾经集中地在德特林根（Dötlingen）和丹加斯特（Dangast）居住采风。出自下萨克森州的其他知名艺术家还有Kurt Schwitters、Felix Nussbaum、Kurt Sohns和Timm Ulrichs。
下萨克森州拥有两所艺术学院：布伦瑞克造型艺术学院和汉诺威音乐与戏剧学院（Hochschule für Musik und Theater Hannover）。另外，奥特斯贝格应用技术大学（Fachhochschule Ottersberg）也设有一些与艺术相关的专业。

### 音乐
哥廷根亨德尔国际音乐节（Die Internationalen Händel-Festspiele Göttingen）是世界上历史最悠久的古典音乐节，希茨阿克（Hitzacker）夏季音乐节则是德国历史最悠久的室内音乐节。汉诺威是北德广播交响乐团的驻地。

### 戏剧
汉诺威国立剧院、奥尔登堡国立剧院和布伦瑞克国立剧院是三家由下萨克森州州政府资助的剧院。其他地方剧院包括策勒城堡剧院（das Schloßtheater Celle）、哥廷根德意志剧院（das Deutsche Theater in Göttingen）、位于希尔德斯海姆的下萨克森剧院（Theater für Niedersachsen）、吕钠堡剧院（Theater Lüneburg）、奥斯纳布吕克城市剧场（die Städtischen Bühnen in Osnabrück）、威廉港“北部下萨克森”州立剧场（Landesbühne Niedersachsen Nord in Wilhelmshaven）。

### 博物馆

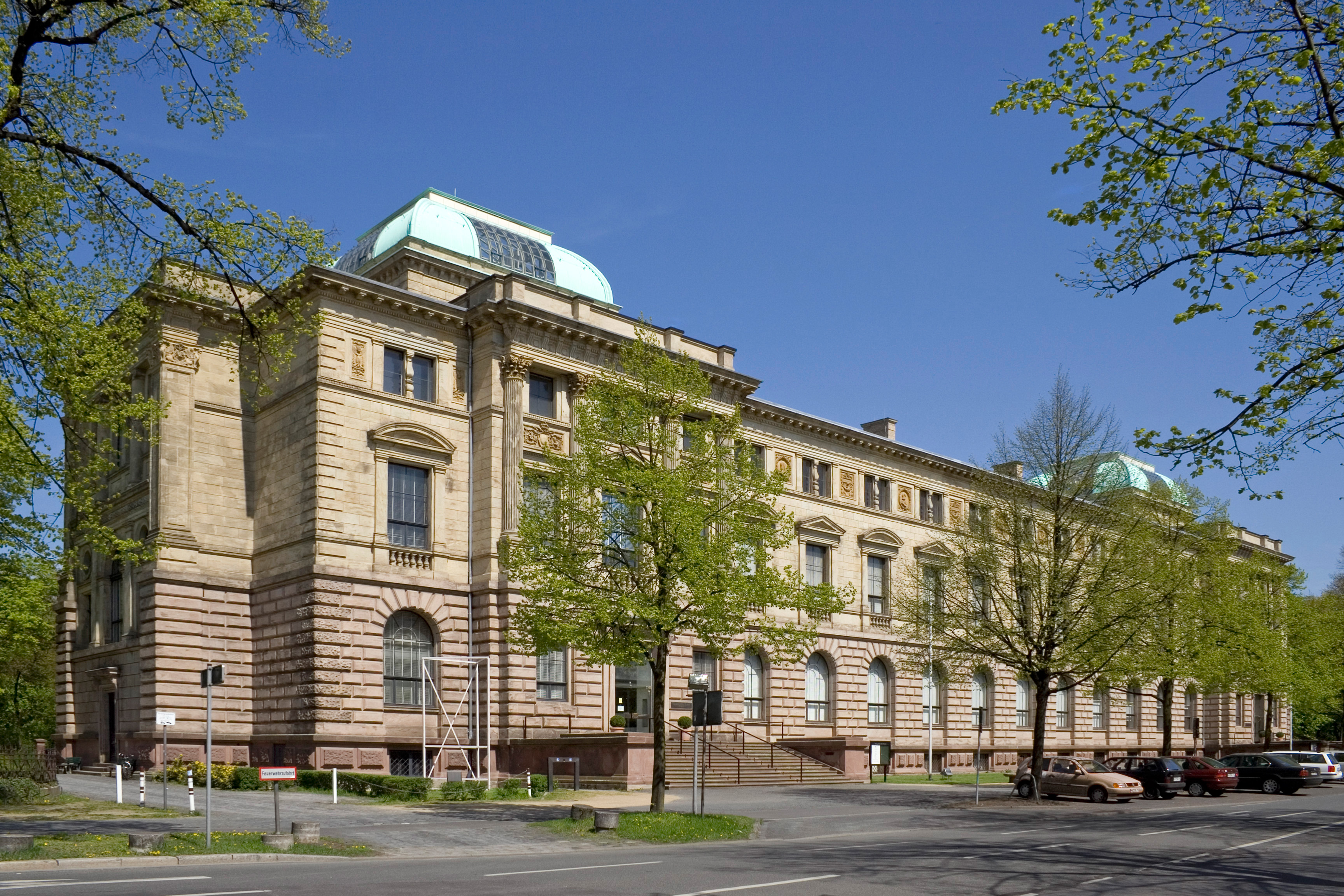
不伦瑞克乌尔里希公爵博物馆

下萨克森州共有大约650家主题各异的博物馆。起源于1754年的布伦瑞克艺术和自然珍藏（Kunst- und Naturalienkabinett in Braunschweig）是下萨克森州最早的博物馆，也是现在的乌尔里希公爵博物馆（Herzog-Anton-Ulrich-Museum）与国立自然历史博物馆的前身。
下萨克森州共有6座州立博物馆，它们分别是：位于不伦瑞克的州立博物馆、乌尔里希公爵博物馆（Herzog-Anton-Ulrich-Museum）、国立自然历史博物馆，位于奥尔登堡的州立艺术文化历史博物馆、州立自然与人类博物馆，以及位于汉诺威的下萨克森州立博物馆。

### 文学
撰写了小说《西线无战事》（Im Westen nichts Neues）的作家埃里希·玛利亚·雷马克（Erich Maria Remarque）是国际上知名度最高的下萨克森作家。他1898年出生在奥斯纳布吕克，1929年完成了这部小说。其他在下萨克森出生和生活过的知名作家还有Rainer Maria Rilke、Arno Schmidt、Rolf Dieter Brinkmann和Walter Kempowski。

### 饮食

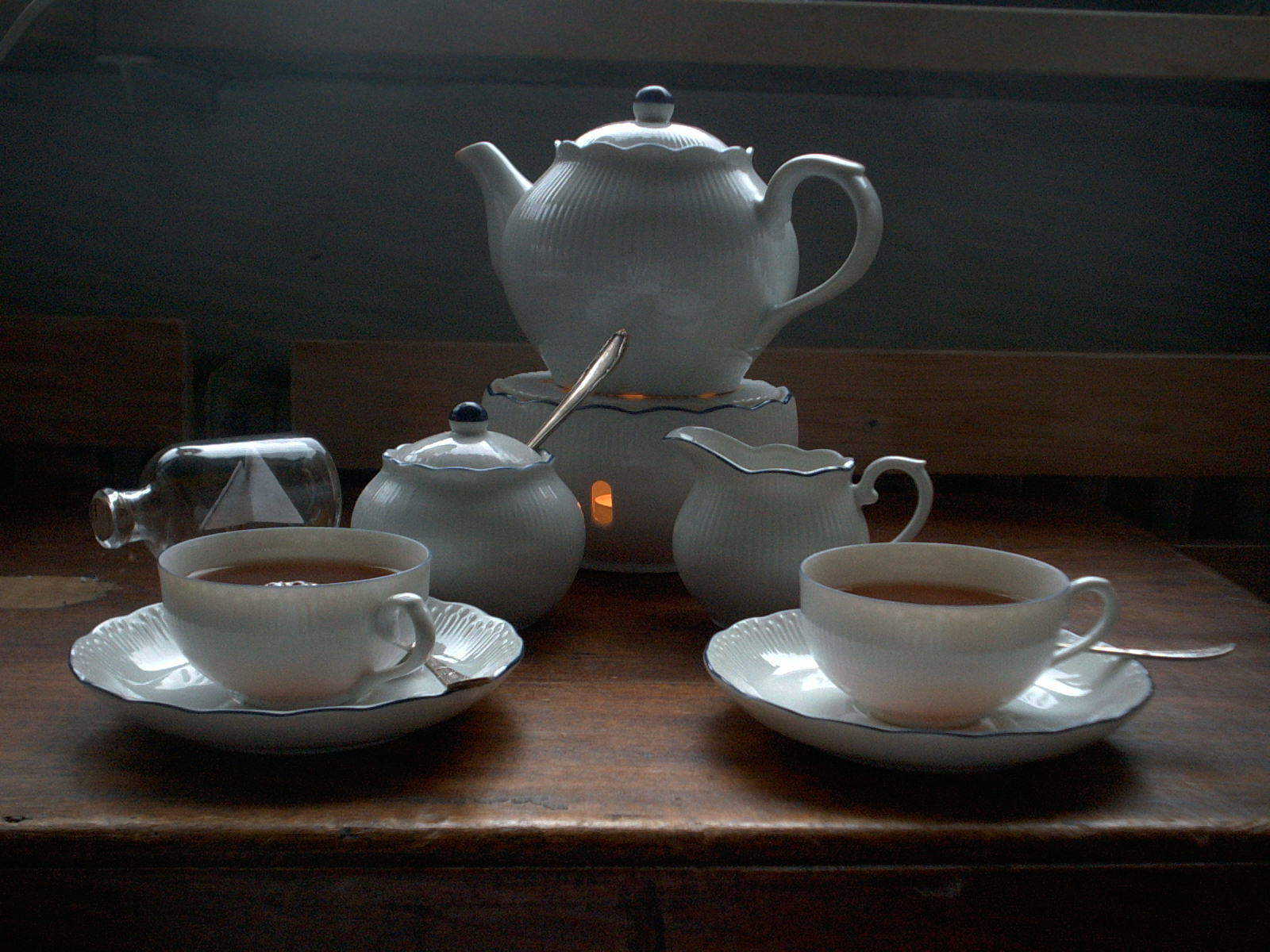
东弗里斯的茶文化

下萨克森州的主要菜系是北德菜系。不管在奥尔登堡、布伦瑞克还是东弗里斯地区，人们的饮食习惯都很类似。冬天的传统特色菜肴是羽衣甘蓝（Grünkohl）。
不同于德国的其他地方，在东弗里斯兰地区，人们习惯饮茶，茶文化盛行。

### 世界文化遗产
下萨克森州共有四处世界文化遗产：
- 希尔德斯海姆的圣玛利亚主教座堂
- 希尔德斯海姆的圣米迦尔教堂
- 拉默尔斯贝格矿、戈斯拉尔古城以及上哈尔茨王室水利工程（包含Samson矿井和瓦尔肯里德修道院）
- 阿尔费尔德的法古斯工厂（包豪斯作品）

下萨克森的瓦登海是世界自然遗产。保存在下萨克森州立图书馆、由莱布尼茨亲笔书写的信件属于世界记忆遗产名录。同被列入世界记忆遗产名录的还有保存在哥廷根国立大学图书馆的古腾堡圣经。

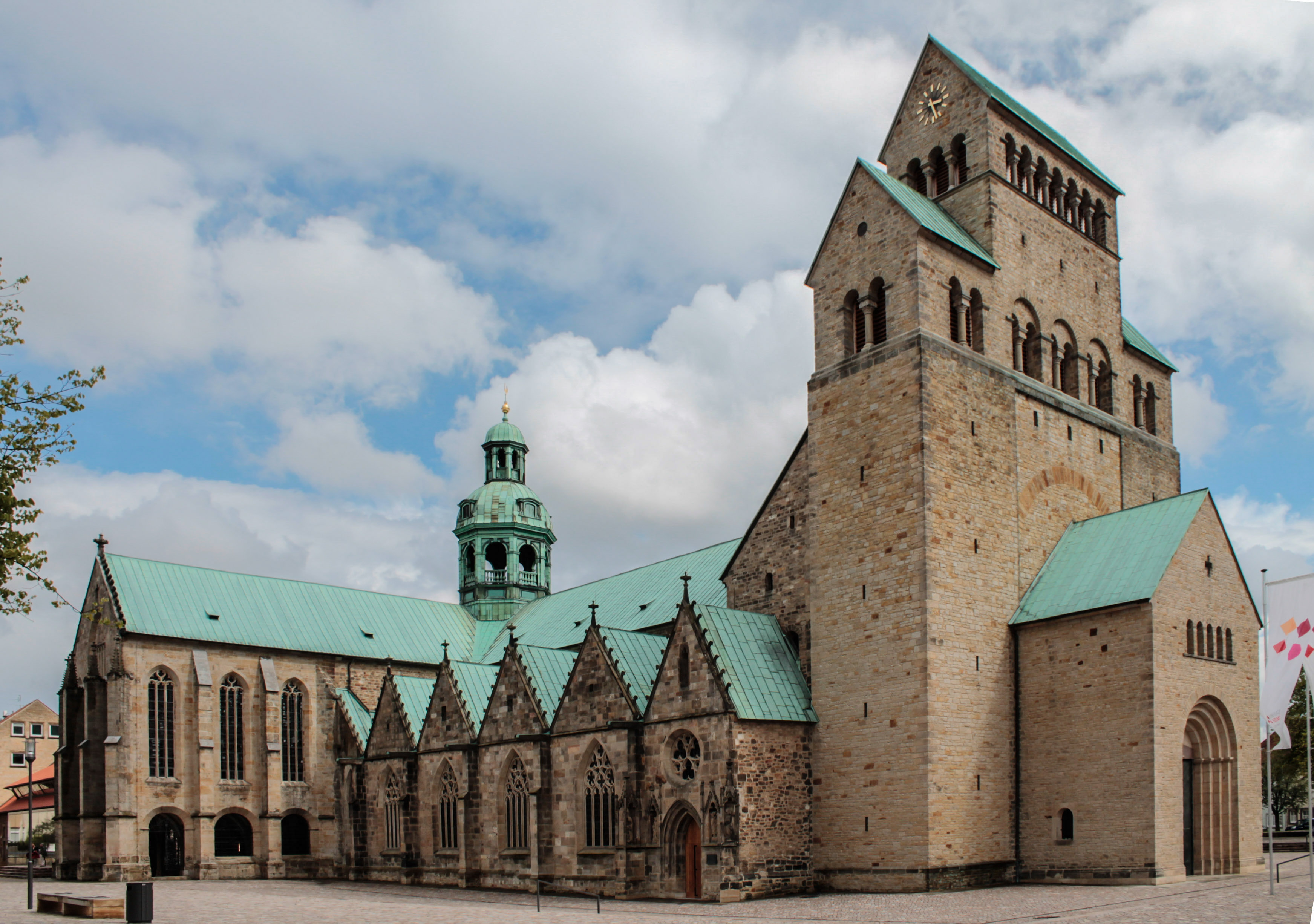
希尔德斯海姆圣玛利亚主教座堂
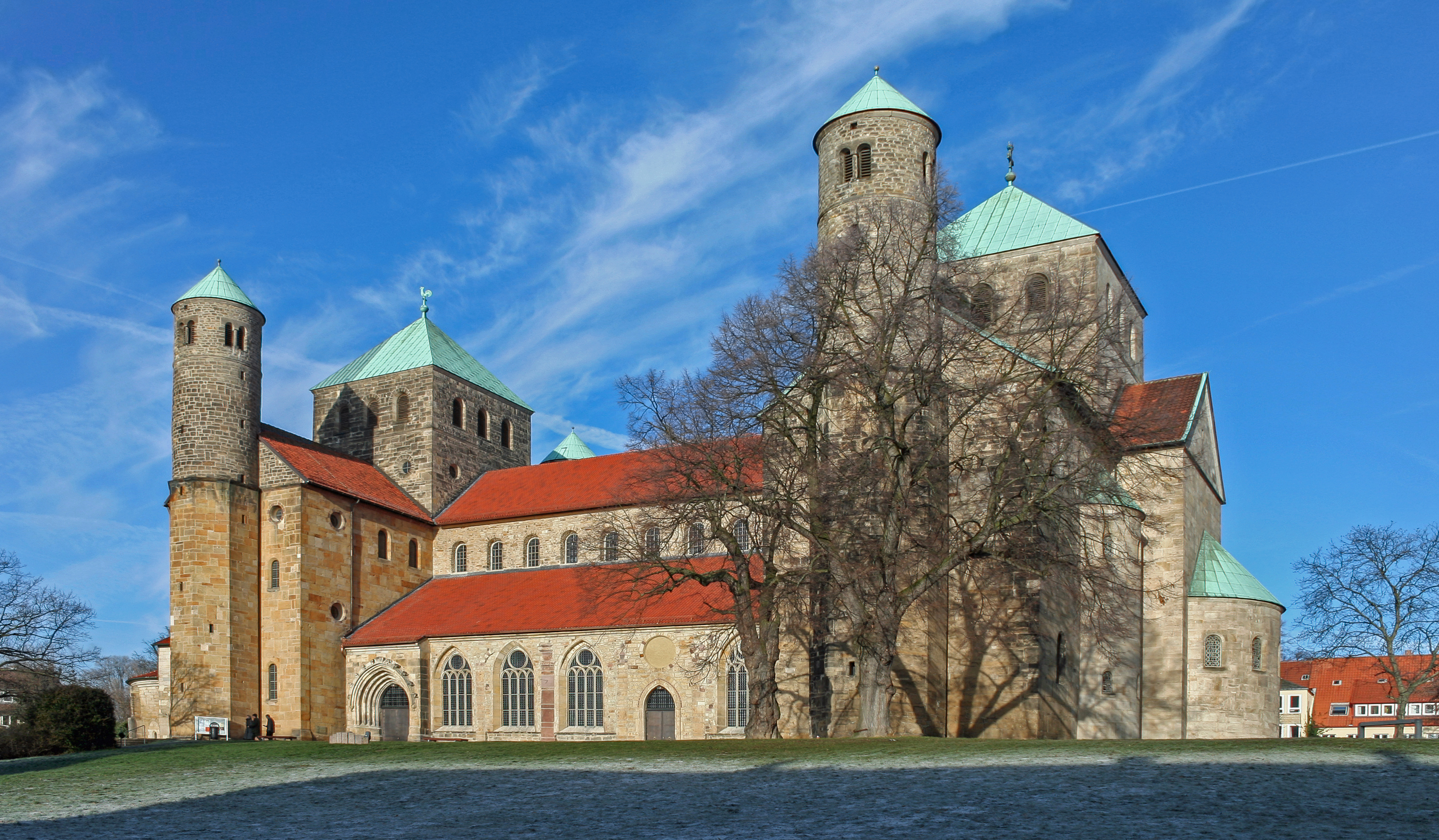
希尔德斯海姆圣米迦尔教堂
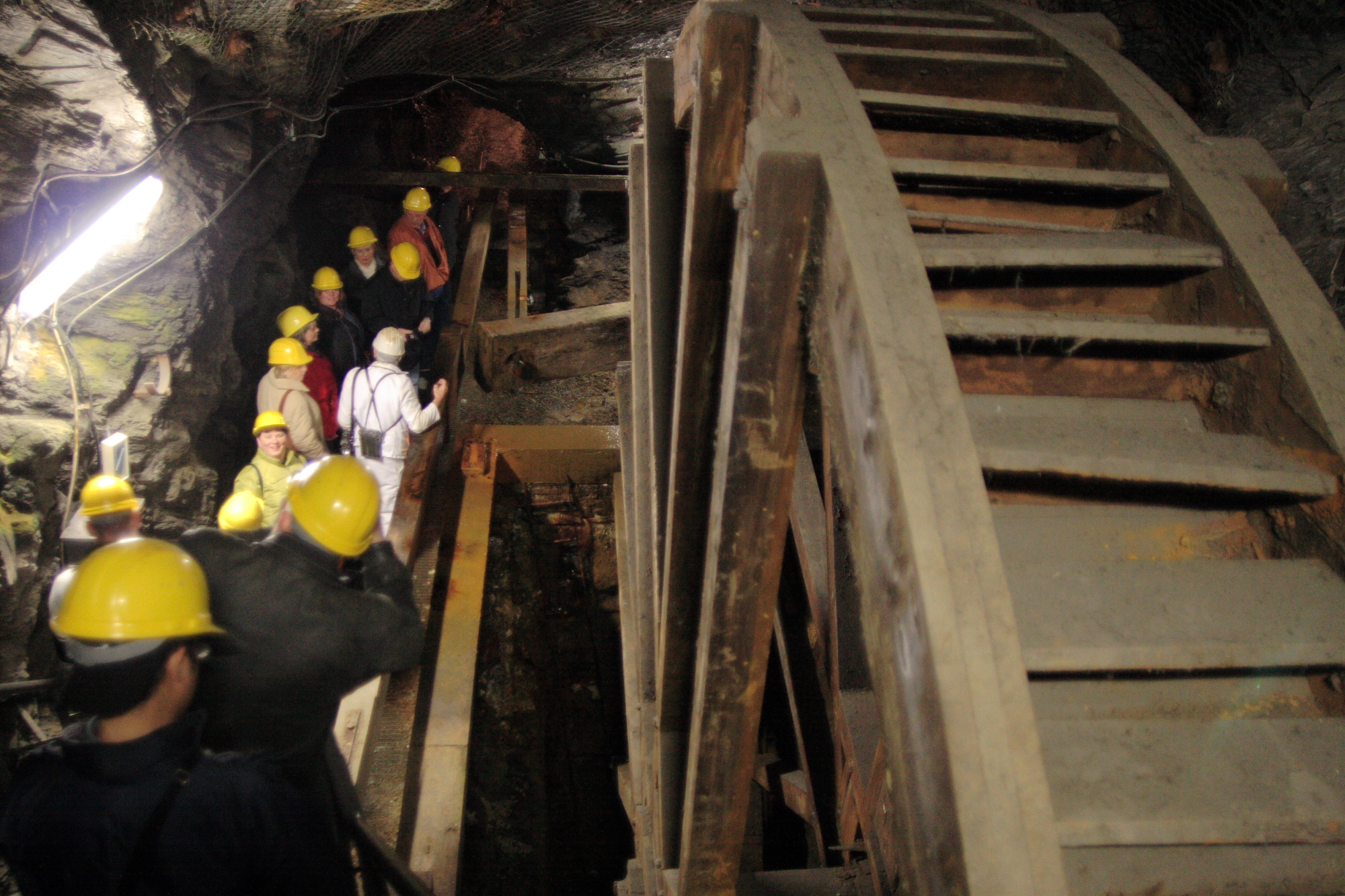
拉默尔斯贝格矿
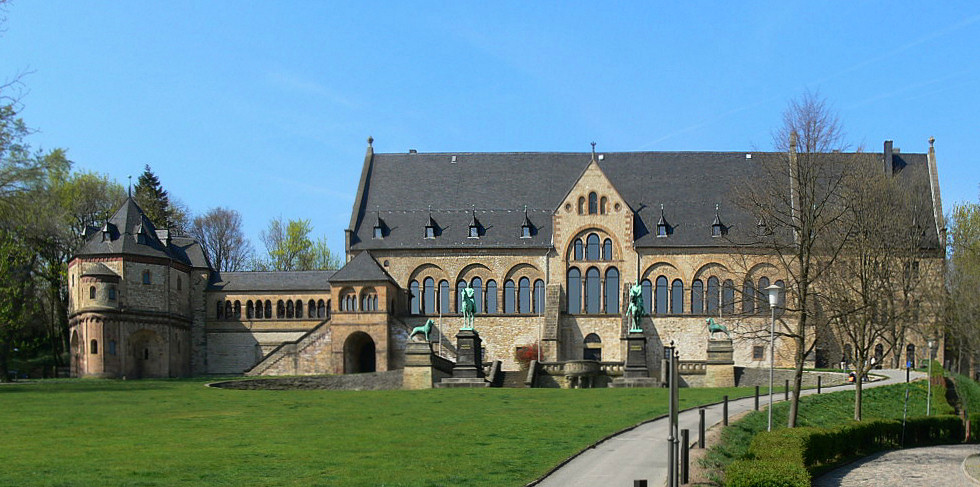
戈斯拉尔皇宫
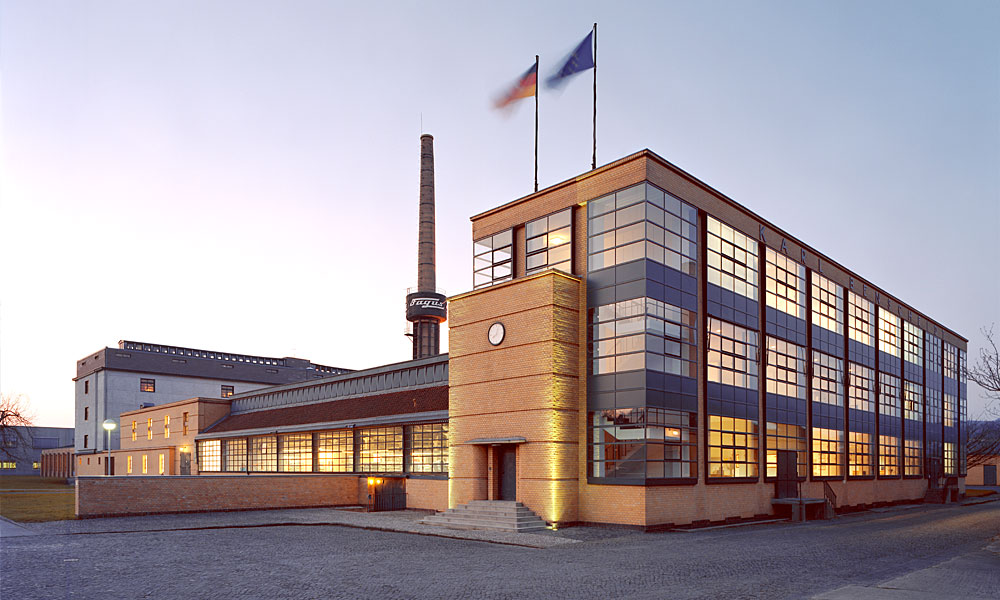
法古斯工厂
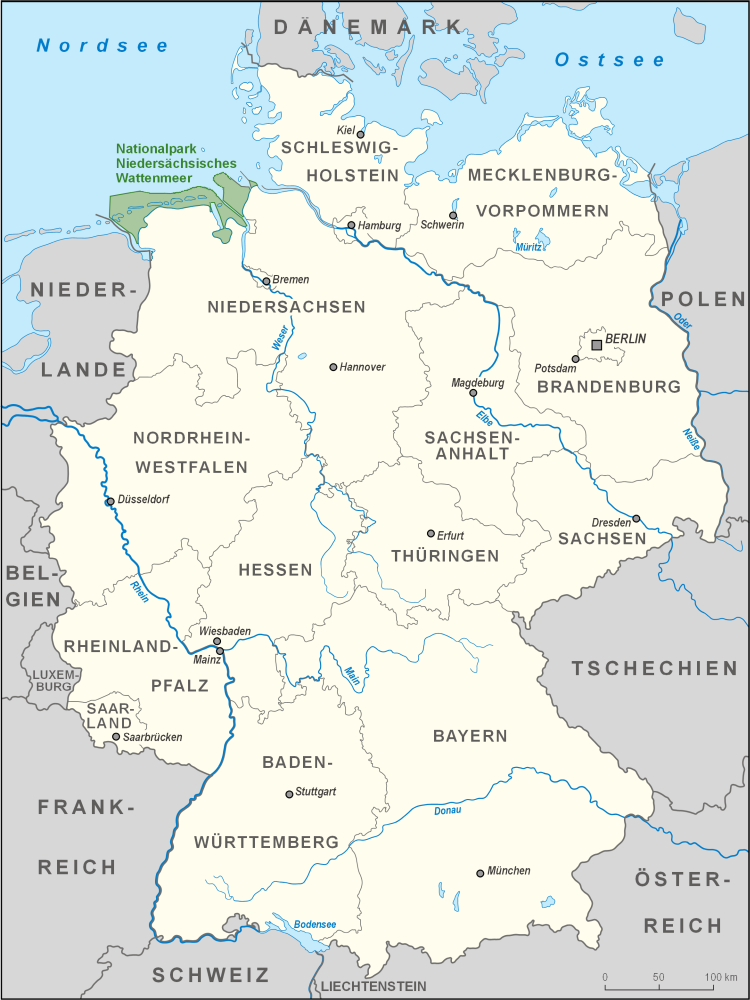
下萨克森州的瓦登海
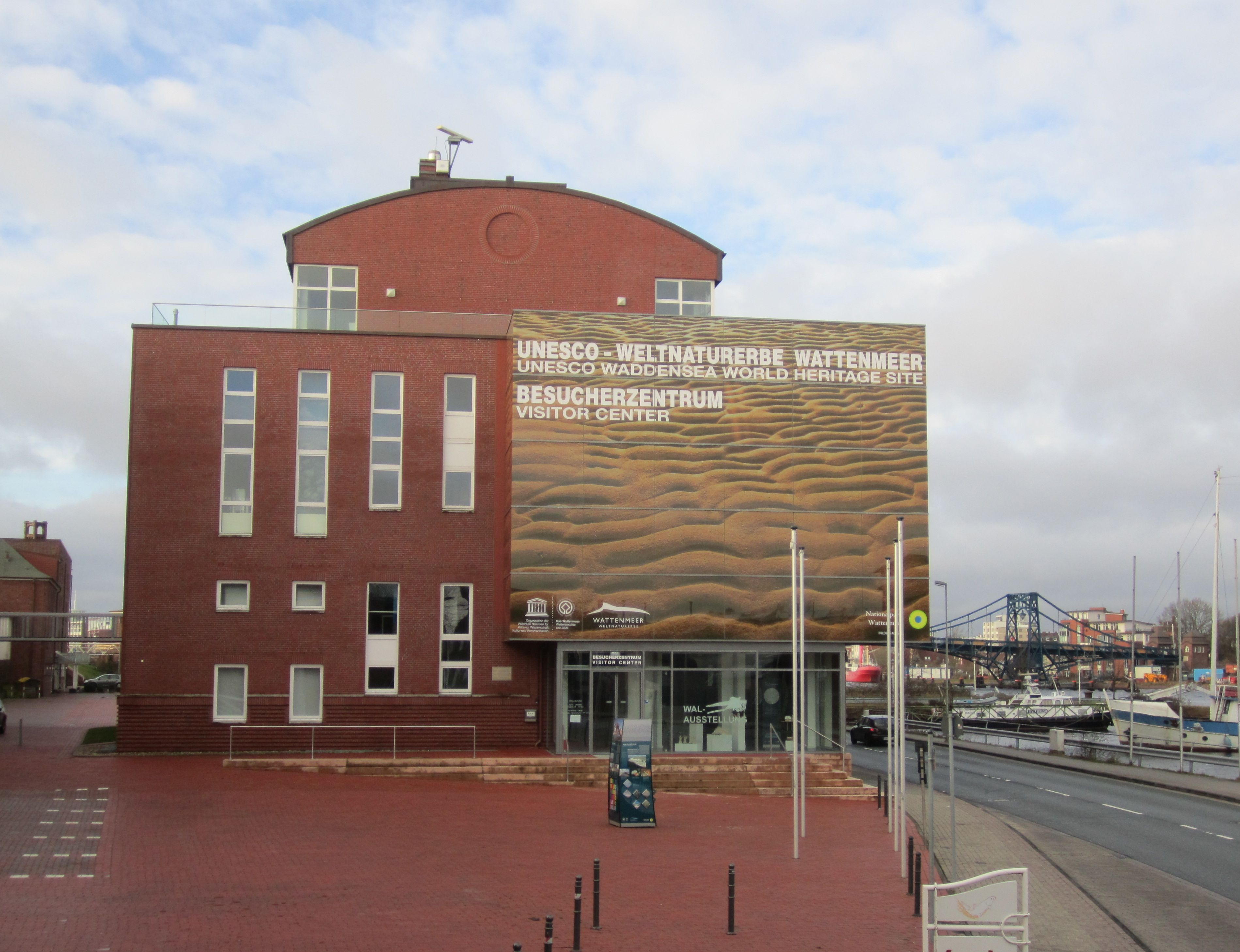
威廉港的下萨克森瓦登海参观中心
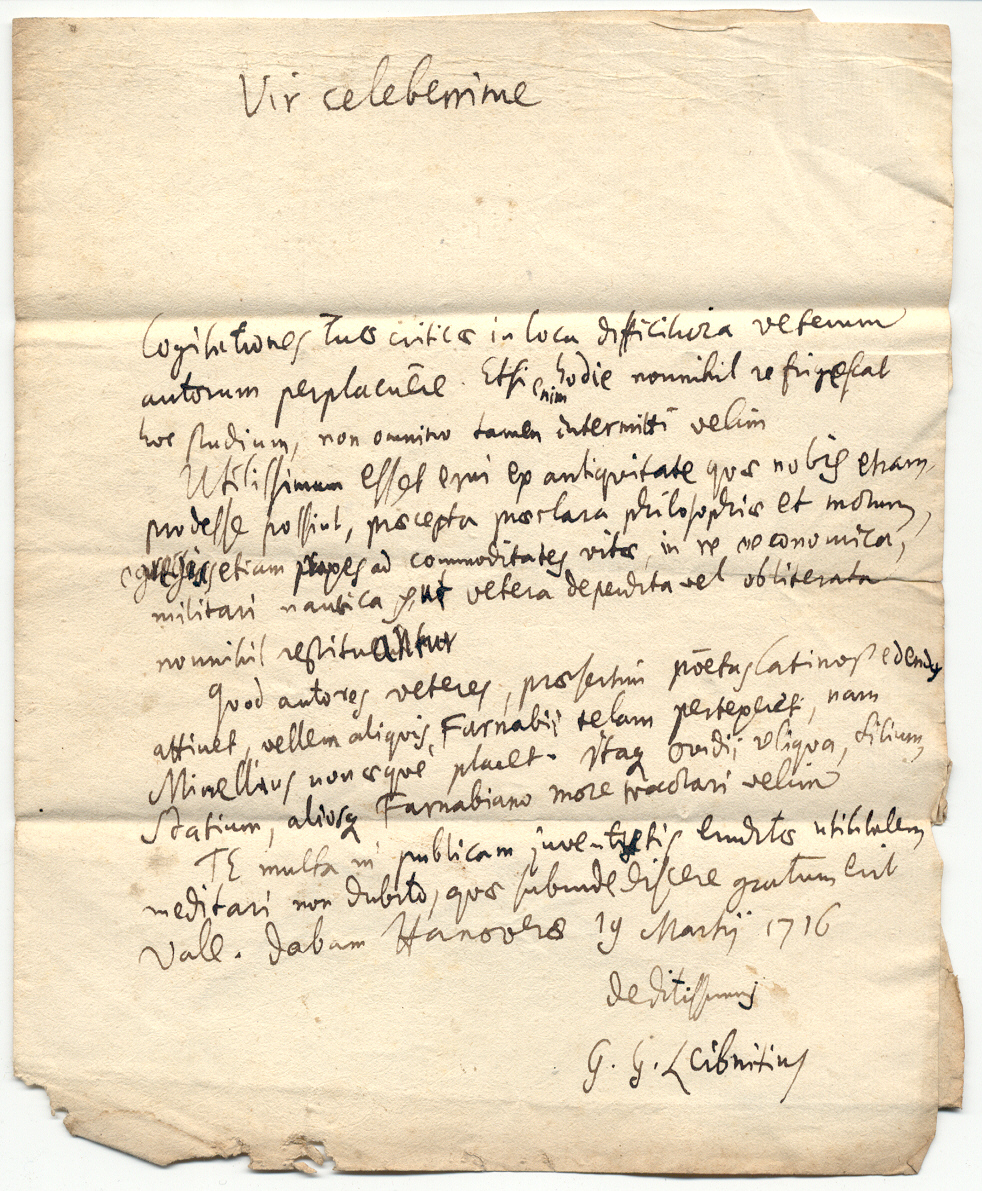
莱布尼茨的亲笔信

## 运动
汉诺威96足球俱乐部是下萨克森州最大的体育俱乐部。
- 足球

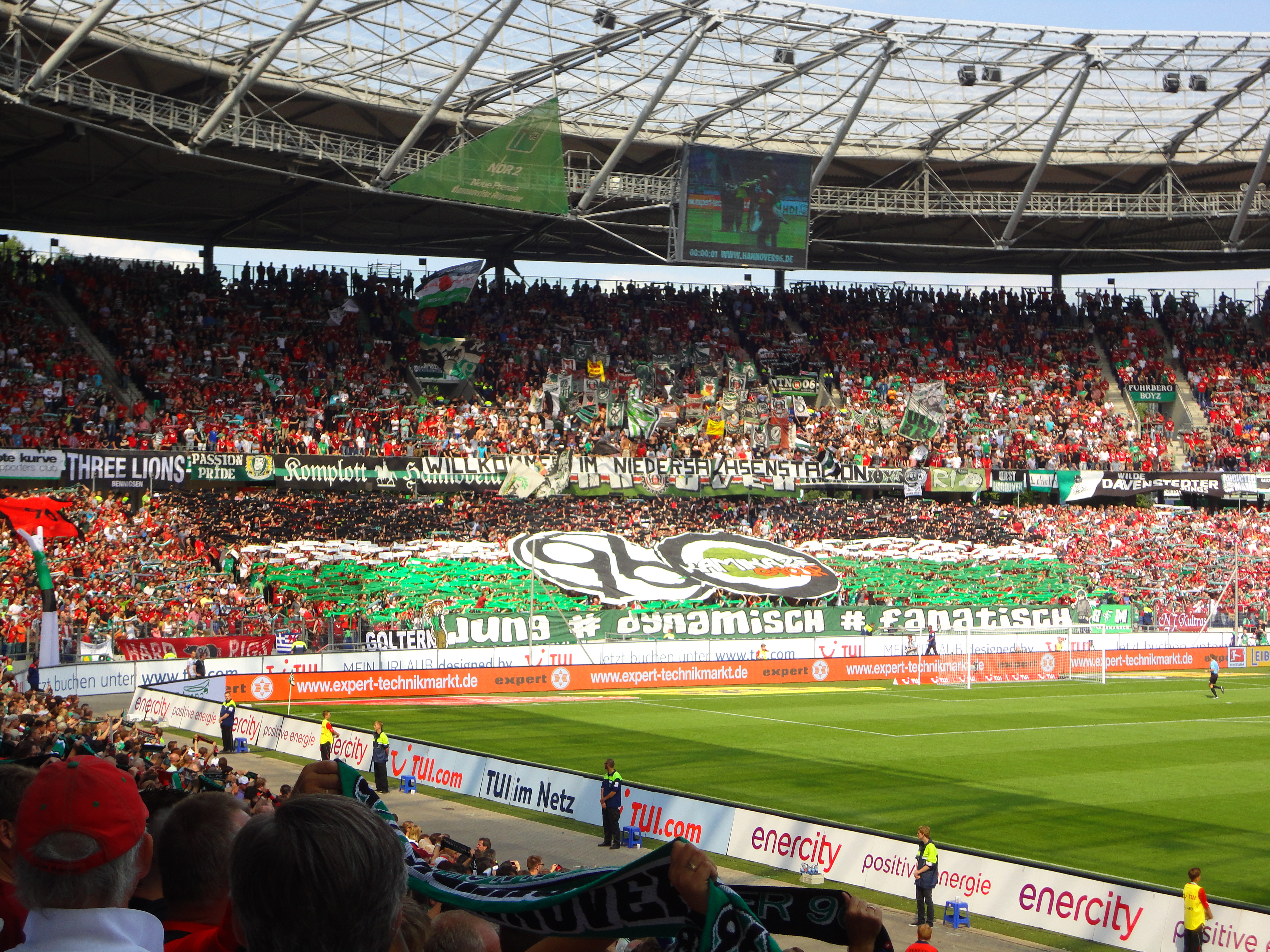
汉诺威96足球俱乐部的HDI竞技场

参加德国足球甲级联赛（1. Bundesliga）的下萨克森州俱乐部有：汉诺威96 (Hannover 96)，沃尔夫斯堡足球俱乐部 (VfL Wolfsburg)；布伦瑞克足球俱乐部 (Eintracht Braunschweig)参加了德国足球乙级联赛（2. Bundesliga）；奥斯纳布吕克体育锻炼俱乐部 (VfL Osnabrück)参加了德国足球丙级联赛（3. Liga，赛季2011/2012）。除此之外，在不来梅附近还有云达不来梅体育俱乐部（SV Werder Bremen），在汉堡附近还有汉堡体育俱乐部 (Hamburger SV)以及圣保利足球俱乐部 (FC St. Pauli)受欢迎的。
- 篮球

Artland Dragons（Quakenbrück），BG Göttingen，EWE Baskets Oldenburg以及New Yorker Phantoms Braunschweig代表下萨克森州参加了德国篮球甲级联赛（1.Basketball-Bundesliga，2009/2010赛季）。
- 手球

来自下萨克森州的两个手球俱乐部参加了德国手球甲级联赛（1. Handball-Bundesliga）：TSV Hannover-Burgdorf和Eintracht Hildesheim。HSG Nordhorn-Lingen参加了德国手球乙级联赛（2. Handball-Bundesliga，2011/2012赛季）。
- 冰球

参加超级联赛（“DEL”）的冰球队有：Hannover Scorpions（2009/10赛季的德国冠军）和Hannover Indians，自2007/08赛季以来，沃尔夫斯堡俱乐部Grizzly Adams也加入其中。
- 水上运动

无论是在大海，河流还是在海岸边，垂钓一类的水上运动总是很流行。天然的地理优势使得库克斯港（Cuxhaven）成为冲浪的传统地带。
汉诺威All Sports Team是德国顶尖的龙舟队。自2000年成立以来，这支龙舟队在德国和国际赛事上获得了100多块奖牌。它的训练地点在汉诺威的馬斯湖。
- 马术运动

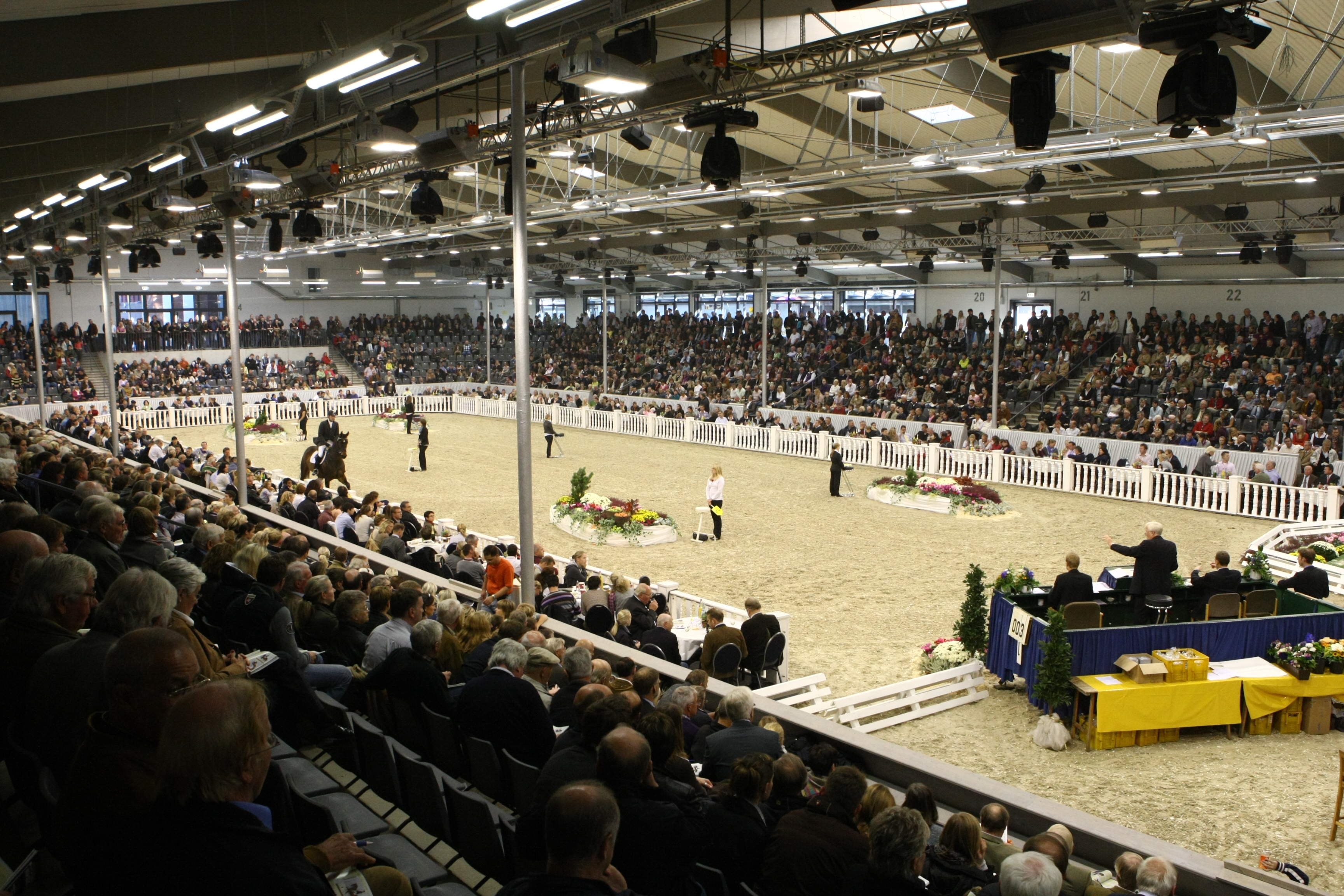
费尔登的马匹拍卖大厅

下萨克森州也被称为“骏马之州”（Pferdeland）。
著名的马术运动中心主要有：阿勒尔河畔费尔登（Verden（Aller）），维希塔（Vechta），奥斯纳布吕克兰（Osnabrücker Land，这里主要是指条顿堡林山哈根（Hagen a. T. W.）以及阿库姆（Ankum）），奥尔登堡兰（Oldenburger Land）以及策勒兰（Celler Land）。
养殖汉诺威马、奥尔登堡马和其他血统的马是不少下萨克森州人的业余爱好和职业。
- 其它运动项目

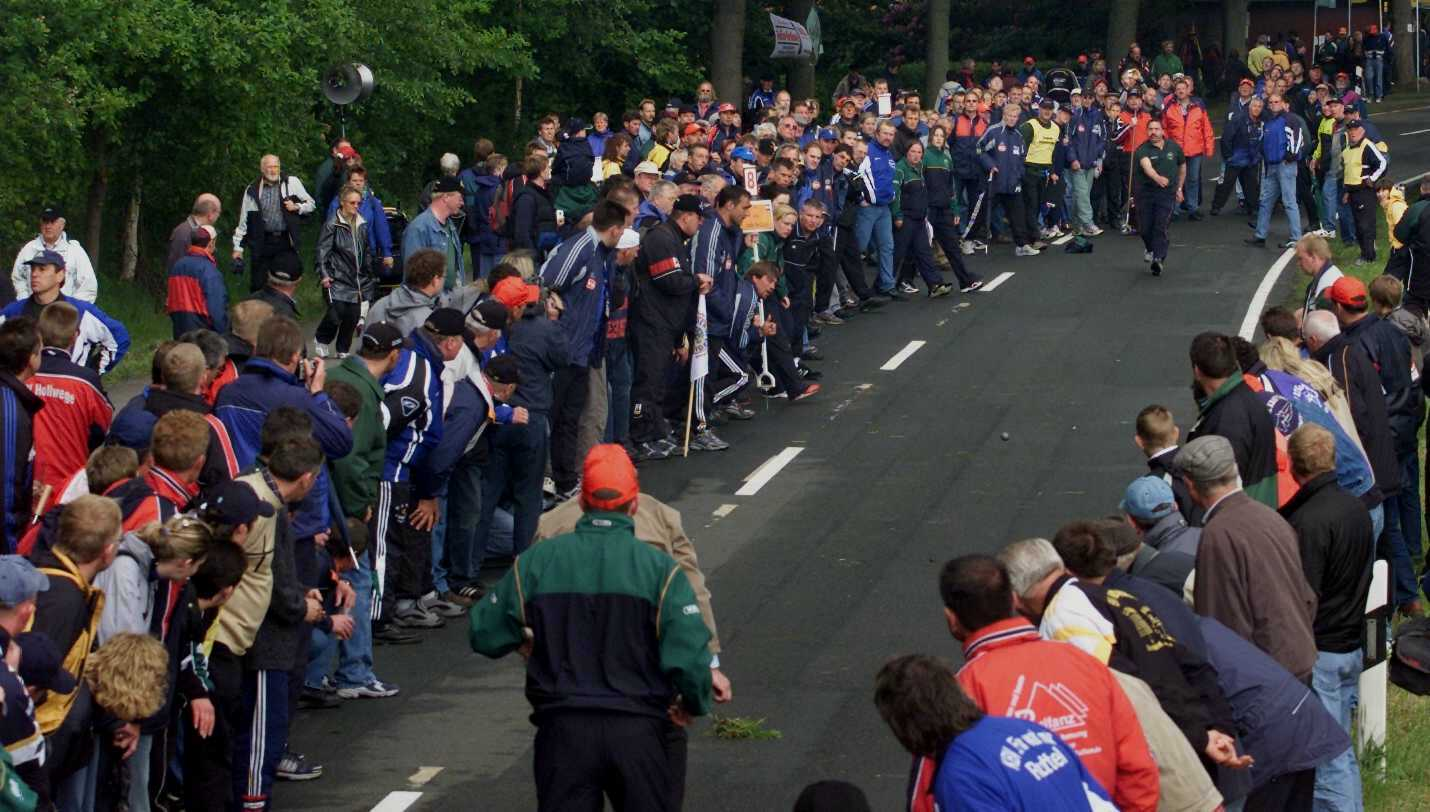
野外扔球活动Boßeln

下萨克森州风景怡人，非常适合徒步旅行和自行车运动。哈尔茨山区适合冬季滑雪。一些传统的运动项目仍然在东弗里斯地区（Ostfriesland）、埃姆斯地区（Emsland）和阿默尔地区（Ammerland）流传，例如在野外比赛扔球的Boßeln或Kloatscheeten。

## 宗教
截止2009年，在德福音教會約占州人口的49.7%，由五个联邦教会组成：布伦瑞克福音路德教会、汉诺威福音路德教会、奥尔登堡福音路德教会、紹姆堡-利珀福音路德教会、福音归正教会。
天主教约占州人口的17.5%，有三大主教区：奥斯纳布鲁克教区、明斯特教区、希尔德斯海姆教区。
其余32.8%的人口属于无神论或其他信仰，伊斯兰教属于少数民族信仰。

## 公众假日与民间活动

### 公众假日
下萨克森州仅有德国统一的9个公众假日：元旦、聖週五（耶稣受难日）、复活节、五一劳动节、耶穌升天、五旬節（圣灵降临）、德国统一日以及圣诞节。

### 民间活动

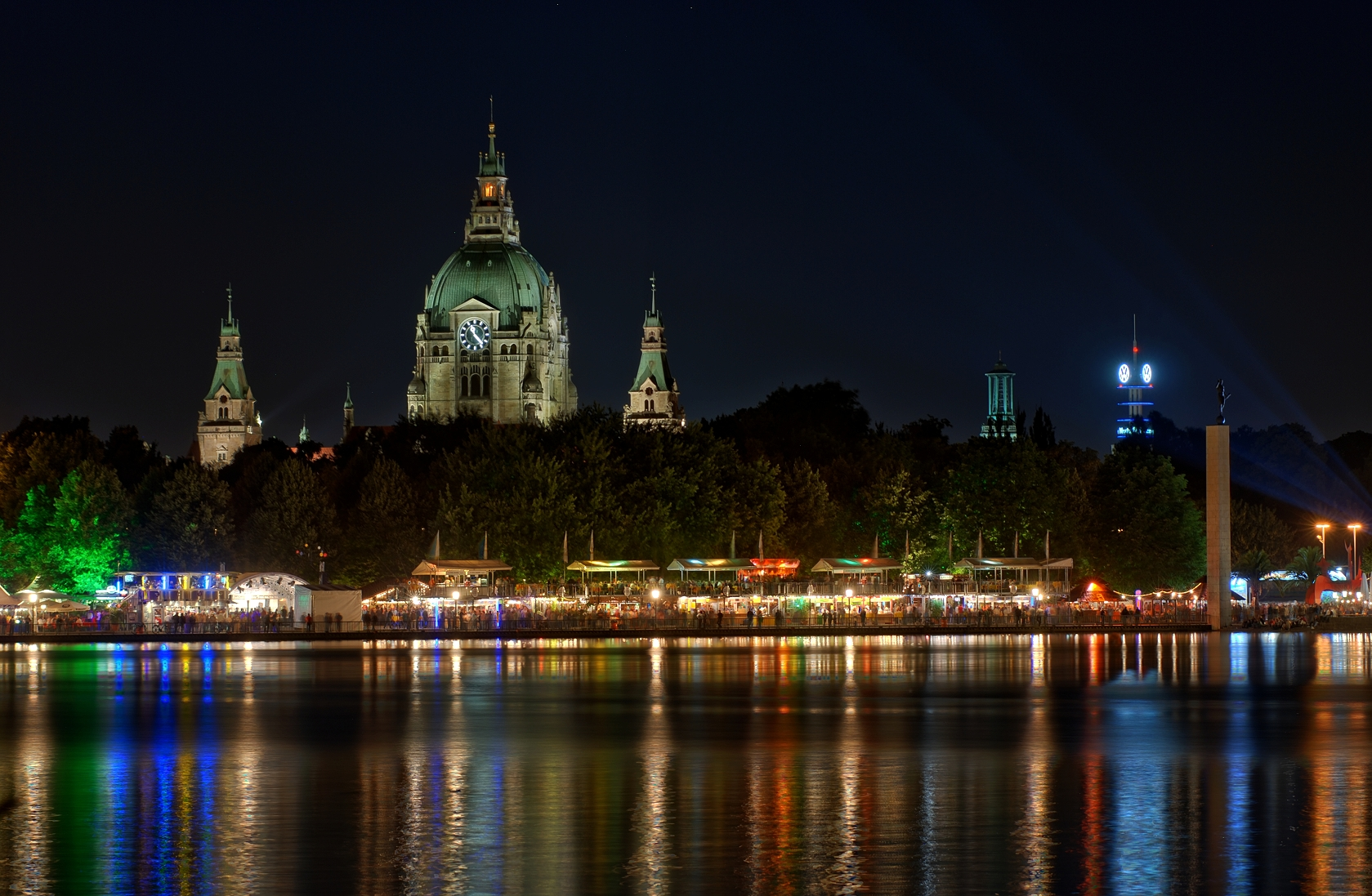
马斯湖节期间的汉诺威市政厅

每年8月在汉诺威举办的馬斯湖节（Maschseefest）为期3天，大约吸引200万名游客。汉诺威射击节每年7月举办，为期10天，游客数量大约为150万人。另外，汉诺威的“春节”（Frühlingsfest Hannover）和“十月节”（Oktoberfest Hannover）也在射击场上举办。
其他重要的民间节庆还有：
- 每年秋天在奥尔登堡举行的Kramermarkt（Kramer的意思是杂货商贩，Markt的意思是市场），游客数：150万人。
- 费希塔的Stoppelmarkt，游客数：80万人。
- 莱尔的Gallimarkt，游客数：50万人。
- 韦赛马施县的Roonkarker Mart
- 威廉港的Wochenende an der Jade，游客数：40万人。
- 布鲁豪森-菲尔森的Brokser Heiratsmarkt
- 奥斯纳布吕克的Osnabrücker Maiwoche

## 与不来梅州的合作
下萨克森州与不来梅州互利共生，不来梅州的两个城市不来梅和不来梅哈芬不仅被下萨克森州一分为二，同时也被下萨克森州包围住。发源于德国中部的威悉河从面积广袤的下萨克森州流淌而过，经过不来梅，最终在不来梅哈芬汇入北海。在威悉河的水资源保护、河道改造、通航和经济利用等诸多方面，两个联邦州都需要进行紧密沟通，因此这条河流成为了联系着两个联邦州的天然纽带。
不来梅、不来梅哈芬与周边下萨克森市镇的交通网、居民区和工业园区相互联通，因此这两个联邦州的合作尤为重要。为了就两州合作的倡议和实施进行更好的协商，两个联邦州的内阁成员每年举行一次联合内阁会议。同时，部长下属的国务委员进行定期性磋商。两个联邦州还专门启动了“不来梅-奥尔登堡大都市圈”项目，以共同推动西北部的发展和合作。这些逐步建立起来的磋商机制有效避免了下萨克森州和不来梅州之间的负面无序竞争。
过去几年，两个联邦州共同实施的合作项目主要包括：
- 共同运营和管理位于威廉港的集装箱深水港JadeWeserPort（亚德港）[7]
- 共同向联邦政府的公路、铁路和水路交通规划（Bundesverkehrswegeplan）提交涉及两州的项目申请[8]
- 覆盖威悉河下游流域的不来梅-下萨克森公交联盟（VBN）[9]
- 将不来梅有轨电车延长至郊区的下萨克森市镇
- 连接不来梅与周边地区的地区轻轨（Regio-S-Bahn）
- 为风能产业发展和“能源转型”创造政策环境
- 管理机构改革的合作，例如两州共用一个“州立社会法庭”（Landessozialgericht）体系
- 通过成立nordmedia促进两州媒体艺术的发展[10]
- 高校间的合作
- 医疗设施的合作
- 共同开发工业园区
- 在大型零售商业区的开发上充分沟通[11]